# Lista de pessoas que viajaram no espaço
Esta lista de de pessoas que viajaram no espaço é uma lista dos astronautas/cosmonautas/taikonautas que viajaram no espaço como pilotos, engenheiros, cientistas ou outros (como turistas) e que estão classificados como tal na Wikidata.
A lista está ordenada pela data de nascimento de cada astronauta porque não foi possível por enquanto ordená-la pela data da primeira missão de cada um dos astronautas no espaço. A ter sido deste modo, o primeiro da lista seria Iuri Gagarin que em geral é considerado o primeiro ser humano a voar no espaço e a orbitar a Terra, viagem que efectuou a bordo da Vostok I, em 1961. De salientar também Valentina Tereshkova como a primeira mulher a navegar no espaço o que fez a bordo da Vostok VI, em 1963. E ainda Neil Armstrong como o primeiro homem a pisar a face da lua ao alunar a bordo do módulo lunar da Apollo 11, em 1969.
Não existe unanimidade de classificação da altitude acima da qual um viajante pode ser considerado astronauta. Enquanto nos Estados Unidos essa altitude está fixada em 50 milhas, pela Federação Aeronáutica Internacional a altitude acima da qual um viajante se pode considerar astronauta é a linha de Kármán, ou seja 100 quilómetros (62 milhas) acima do nível do mar.
| Imagem | Nome                                    | Data de nascimento    | Data de morte         | Nacionalidade                                                     | Missão |
| ------ | --------------------------------------- | --------------------- | --------------------- | ----------------------------------------------------------------- | --- |
|        | Joseph A. Walker                        | 1921-02-20            | 1966-06-08            | Estados Unidos                                                    | X-15 Flight 90 1963-07-19 X-15 Flight 91 |
|        | Georgi Beregovoi                        | 1921-04-15            | 1995-06-30            | União Soviética Rússia                                            | Soyuz 3 1968-10-26 ref |
|        | John Glenn                              | 1921-07-18            | 2016-12-08            | Estados Unidos                                                    | Mercury-Atlas 6 1961-11-29 ref Mercury-Atlas 6 1961-11-29 ref STS-95 1998-10-29 ref STS-95 1998-10-29 ref |
|        | Walter Schirra                          | 1923-03-12            | 2007-05-03            | Estados Unidos                                                    | Mercury-Atlas 8 1962-10-03 ref Mercury-Atlas 8 1962-10-03 ref Gemini 6A 1965-12-15 ref Gemini 6A 1965-12-15 ref Apollo 7 1968-10-11 ref Apollo 7 1968-10-11 ref |
|        | Alan Shepard                            | 1923-11-18            | 1998-07-21            | Estados Unidos                                                    | Mercury-Redstone 3 1961-05-05 ref Apollo 14 1971-01-31 ref Apollo 14 1971-01-31 ref |
|        | Donald Slayton                          | 1924-03-01            | 1993-06-13            | Estados Unidos                                                    | Apollo–Soyuz 1975-07-15 ref |
|        | Scott Carpenter                         | 1925-05-01            | 2013-10-10            | Estados Unidos                                                    | Mercury-Atlas 7 1962-05-24 ref Mercury-Atlas 7 1962-05-24 ref |
|        | Pavel Belyayev                          | 1925-06-26            | 1970-01-10            | União Soviética                                                   | Voskhod 2 1965-03-18 ref |
|        | Lev Demin                               | 1926-01-11            | 1998-12-18            | União Soviética                                                   | Soyuz 15 1974-08-26 ref |
|        | Konstantin Feoktistov                   | 1926-02-07            | 2009-11-21            | União Soviética Rússia                                            | Voskhod 1 1964-10-12 ref |
|        | Virgil Grissom                          | 1926-04-03            | 1967-01-27            | Estados Unidos                                                    | Mercury-Redstone 4 1961-07-21 ref Gemini 3 1965-03-23 ref Gemini 3 1965-03-23 ref |
|        | Karl Henize                             | 1926-10-17            | 1993-10-05            | Estados Unidos                                                    | STS-51-F 1985-07-29 ref |
|        | Gordon Cooper                           | 1927-03-06 1929       | 2004-10-04            | Estados Unidos                                                    | Mercury-Atlas 9 1963-05-15 ref Mercury-Atlas 9 1963-05-15 ref Gemini 5 1965-08-21 ref Gemini 5 1965-08-21 ref |
|        | Vladimir Komarov                        | 1927-03-16            | 1967-04-24            | União Soviética                                                   | Voskhod 1 1964-10-12 ref Soyuz 1 1967-04-23 ref |
|        | Elliot See                              | 1927-07-23            | 1966-02-28            | Estados Unidos                                                    | NASA Astronaut Group 2 1962-09-01 |
|        | Vladimir Shatalov                       | 1927-12-08            | 2021-06-15            | Rússia                                                            | Soyuz 10 1971-04-22 ref Soyuz 8 1969-10-13 ref Soyuz 4 1969-01-14 ref |
|        | Vasili Lazarev                          | 1928-02-23            | 1990-12-31            | União Soviética                                                   | Soyuz 12 1973-09-27 ref Soyuz 7K-T No.39 1975-04-05 |
|        | Anatoli Filipchenko                     | 1928-02-26            | 2022-08-07            | Rússia União Soviética                                            | Soyuz 7 1969-10-12 ref Soyuz 16 1974-12-02 ref |
|        | Frank Borman                            | 1928-03-14            | 2023-11-07            | Estados Unidos                                                    | Gemini 7 1965-12-04 ref Gemini 7 1965-12-04 ref Apollo 8 1968-12-21 ref Apollo 8 1968-12-21 ref |
|        | James Lovell                            | 1928-03-25            | 2025-08-07            | Estados Unidos                                                    | Gemini 12 1966-11-11 ref Gemini 7 1965-12-04 ref Apollo 13 1970-04-11 ref Apollo 8 1968-12-21 ref |
|        | Georgi Dobrovolski                      | 1928-06-01            | 1971-06-30            | União Soviética                                                   | Soyuz 11 1971-06-06 ref |
|        | William Thornton                        | 1929-04-14            | 2021-01-11            | Estados Unidos                                                    | STS-8 1983-08-30 ref STS-51-B 1985-04-29 ref |
|        | James McDivitt                          | 1929-06-10            | 2022-10-13            | Estados Unidos                                                    | Gemini 4 1965-06-03 ref Gemini 4 1965-06-03 ref Apollo 9 1969-03-03 ref Apollo 9 1969-03-03 ref |
|        | Andrian Nikolayev                       | 1929-09-05            | 2004-07-03            | União Soviética Rússia                                            | Vostok 3 1962-08-11 ref Soyuz 9 1970-06-01 ref |
|        | Richard Gordon                          | 1929-10-05            | 2017-11-06            | Estados Unidos                                                    | Apollo 12 1969-11-14 ref Apollo 12 1969-11-14 ref Gemini 11 1966-09-12 ref Gemini 11 1966-09-12 ref |
|        | Buzz Aldrin                             | 1930-01-20            |                       | Estados Unidos                                                    | Gemini 12 1966-11-11 ref Gemini 12 1966-11-11 ref Apollo 11 1969-07-16 ref Apollo 11 1969-07-16 ref |
|        | William Pogue                           | 1930-01-23            | 2014-03-03            | Estados Unidos                                                    | Skylab 4 1973-11-16 ref |
|        | Theodore Freeman                        | 1930-02-18            | 1964-10-31            | Estados Unidos                                                    | NASA Astronaut Group 3 |
|        | James Irwin                             | 1930-03-17            | 1991-08-08            | Estados Unidos                                                    | Apollo 15 1971-07-26 ref |
|        | Michael J. Adams                        | 1930-05-05            | 1967-11-15            | Estados Unidos                                                    | X-15 Flight 3-65-97 |
|        | Don Lind                                | 1930-05-18            | 2022-08-30            | Estados Unidos                                                    | STS-51-B 1985-04-29 ref |
|        | Charles Conrad                          | 1930-06-02            | 1999-07-08            | Estados Unidos                                                    | Apollo 12 1969-11-14 ref Apollo 12 1969-11-14 ref Skylab 2 1973-05-25 ref Skylab 2 1973-05-25 ref Gemini 5 1965-08-21 ref Gemini 5 1965-08-21 ref Gemini 11 1966-09-12 ref Gemini 11 1966-09-12 ref |
|        | Yuri Artyukhin                          | 1930-06-22            | 1998-08-04            | União Soviética                                                   | Soyuz 14 1974-07-03 ref |
|        | Donn Eisele                             | 1930-06-23            | 1987-12-02            | Estados Unidos                                                    | Apollo 7 1968-10-11 ref Apollo 7 1968-10-11 ref |
|        | Neil Armstrong                          | 1930-08-05            | 2012-08-25            | Estados Unidos                                                    | Gemini 8 1966-03-16 ref Gemini 8 1966-03-16 ref Gemini 8 1966-03-16 ref Apollo 11 1969-07-16 ref Apollo 11 1969-07-16 ref Apollo 11 1969-07-16 ref Apollo 11 1969-07-16 ref |
|        | Edgar Mitchell                          | 1930-09-17            | 2016-02-04            | Estados Unidos                                                    | Apollo 14 1971-01-31 ref |
|        | Thomas Stafford                         | 1930-09-17            | 2024-03-18            | Estados Unidos                                                    | Gemini 9A 1966-06-03 ref Gemini 6A 1965-12-15 ref Apollo 10 1969-05-18 ref CSM-111 1975-07-15 ref CSM-111 1975-07-15 ref |
|        | John Young                              | 1930-09-24            | 2018-01-05            | Estados Unidos                                                    | STS-9 1983-11-28 ref STS-9 1983-11-28 ref STS-1 1981-04-12 ref STS-1 1981-04-12 ref Apollo 16 1972-04-16 ref Apollo 10 1969-05-18 ref Apollo 10 1969-05-18 ref Gemini 10 1966-07-18 ref Gemini 10 1966-07-18 ref Gemini 3 1965-03-23 ref Gemini 3 1965-03-23 ref |
|        | Pavel Popovich                          | 1930-10-05            | 2009-09-29            | União Soviética Rússia Ucrânia                                    | Soyuz 14 1974-07-03 ref Vostok 4 1962-08-12 ref |
|        | Michael Collins                         | 1930-10-31            | 2021-04-28            | Estados Unidos                                                    | Gemini 10 1966-07-18 ref Apollo 11 1969-07-16 ref |
|        | Edward White                            | 1930-11-14            | 1967-01-27            | Estados Unidos                                                    | Gemini 4 1965-06-03 ref Gemini 4 1965-06-03 ref |
|        | Owen Garriott                           | 1930-11-22            | 2019-04-15            | Estados Unidos                                                    | STS-9 1983-11-28 ref Skylab 3 1973-07-28 ref |
|        | Aleksei Gubarev                         | 1931-03-29            | 2015-02-21            | União Soviética Rússia                                            | Soyuz 17 1975-01-10 ref Salyut 6 1977-09-29 Soyuz 27 1978-01-10 Soyuz 28 1978-03-02 ref Salyut 4 1974-12-26 |
|        | Vance Brand                             | 1931-05-09            |                       | Estados Unidos                                                    | STS-5 1982-11-11 ref STS-41-B 1984-02-03 ref STS-35 1990-12-02 ref Apollo–Soyuz 1975-07-15 ref |
|        | Georgi Grechko                          | 1931-05-25            | 2017-04-08            | União Soviética Rússia                                            | Soyuz 17 1975-01-10 ref Salyut 6 1977-09-29 Soyuz 27 1978-01-10 Soyuz T-14 1985-09-17 ref Soyuz T-13 1985-06-06 Soyuz 26 1977-12-10 ref Salyut 7 1982-04-19 |
|        | Mikhail Fedorovich Rebrov               | 1931-07-03            | 1998-04-24            | República Socialista Federativa Soviética Russa Rússia            | Soyuz 7K-L1 |
|        | John Swigert                            | 1931-08-30            | 1982-12-27            | Estados Unidos                                                    | Apollo 13 1970-04-11 ref |
|        | Charles Bassett                         | 1931-12-30            | 1966-02-28            | Estados Unidos                                                    | NASA Astronaut Group 3 |
|        | Alfred Worden                           | 1932-02-07            | 2020-03-18            | Estados Unidos                                                    | Apollo 15 1971-07-26 ref |
|        | Joseph Kerwin                           | 1932-02-19            |                       | Estados Unidos                                                    | Skylab 2 1973-05-25 ref |
|        | Alan Bean                               | 1932-03-15            | 2018-05-26            | Estados Unidos                                                    | Apollo 12 1969-11-14 ref Skylab 3 1973-07-28 ref |
|        | Walter Cunningham                       | 1932-03-16            | 2023-01-03            | Estados Unidos                                                    | Apollo 7 1968-10-11 ref |
|        | Lodewijk van den Berg                   | 1932-03-24            | 2022-10-16            | Estados Unidos                                                    | STS-51-B 1985-04-29 ref |
|        | David Scott                             | 1932-06-06            |                       | Estados Unidos                                                    | Gemini 8 1966-03-16 ref Gemini 8 1966-03-16 ref Apollo 15 1971-07-26 ref Apollo 15 1971-07-26 ref Apollo 9 1969-03-03 ref Apollo 9 1969-03-03 ref |
|        | Paul Weitz                              | 1932-07-25            | 2017-10-22 2017-10-23 | Estados Unidos                                                    | STS-6 1983-04-04 ref Skylab 2 1973-05-25 ref |
|        | Gerald Carr                             | 1932-08-22            | 2020-08-26            | Estados Unidos                                                    | Skylab 4 1973-11-16 ref |
|        | Anatoli Kartashov                       | 1932-08-25            | 2005-12-11            | União Soviética                                                   | Vostok programme 1961-01-01 |
|        | Joseph Henry Engle                      | 1932-08-26            | 2024-07-10            | Estados Unidos                                                    | STS-2 1981-11-12 ref STS-51-I 1985-08-27 ref |
|        | Nikolai Rukavishnikov                   | 1932-09-18            | 2002-10-19            | União Soviética Rússia                                            | Soyuz 10 1971-04-22 ref Soyuz 16 1974-12-02 ref Soyuz 33 1979-04-10 ref |
|        | Jake Garn                               | 1932-10-12            |                       | Estados Unidos                                                    | STS-51-D 1985-04-12 ref |
|        | Richard E. Lawyer                       | 1932-11-08            | 2005-11-12            | Estados Unidos                                                    | Manned Orbiting Laboratory |
|        | Oleg Makarov                            | 1933-01-06            | 2003-05-28            | União Soviética Rússia                                            | Soyuz 12 1973-09-27 ref Soyuz 27 1978-01-10 ref Soyuz T-3 1980-11-27 ref |
|        | Viktor Patsayev                         | 1933-06-19            | 1971-06-30            | União Soviética                                                   | Soyuz 11 1971-06-06 ref |
|        | Stuart Roosa                            | 1933-08-16            | 1994-12-12            | Estados Unidos                                                    | Apollo 14 1971-01-31 ref |
|        | Yevgeny Khrunov                         | 1933-09-10            | 2000-05-19            | União Soviética                                                   | Soyuz 4 1969-01-14 Soyuz 5 1969-01-15 ref |
|        | Valentina Ponomaryova                   | 1933-09-18            | 2023-11-08            | Rússia                                                            | Vostok programme 1961-01-01 Voskhod programme 1964-01-01 |
|        | William Anders                          | 1933-10-17            | 2024-06-07            | Estados Unidos                                                    | Apollo 8 1968-12-21 ref |
|        | Donald Peterson                         | 1933-10-22            | 2018-05-27            | Estados Unidos                                                    | STS-6 1983-04-04 ref |
|        | Ronald Evans                            | 1933-11-10            | 1990-04-07            | Estados Unidos                                                    | Apollo 17 1972-12-07 ref |
|        | Fred Haise                              | 1933-11-14            |                       | Estados Unidos                                                    | Apollo 13 1970-04-11 ref |
|        | Henry Hartsfield Jr.                    | 1933-11-21            | 2014-07-17            | Estados Unidos                                                    | STS-61-A 1985-10-30 ref STS-41-D 1984-08-30 ref STS-4 1982-06-27 ref |
|        | Yuri Gagarin                            | 1934-03-09            | 1968-03-27            | União Soviética                                                   | Vostok 1 1961-04-12 ref |
|        | Eugene Cernan                           | 1934-03-14            | 2017-01-16            | Estados Unidos                                                    | Gemini 9A 1966-06-03 ref Gemini 9A 1966-06-03 ref Apollo 17 1972-12-07 ref Apollo 17 1972-12-07 ref Apollo 10 1969-05-18 ref Apollo 10 1969-05-18 ref |
|        | Aleksei Leonov                          | 1934-05-30            | 2019-10-11            | Rússia                                                            | Soyuz 19 1975-07-15 ref Voskhod 2 1965-03-18 ref |
|        | Aleksei Yeliseyev                       | 1934-07-13            |                       | União Soviética Rússia                                            | Soyuz 10 1971-04-22 ref Soyuz 8 1969-10-13 ref Soyuz 4 1969-01-14 Soyuz 5 1969-01-15 ref |
|        | Valery Bykovsky                         | 1934-08-02            | 2019-03-27            | União Soviética Rússia                                            | Vostok 5 1963-06-14 ref Soyuz 22 1976-09-15 ref Soyuz 29 1978-06-15 Soyuz 31 1978-08-26 ref |
|        | Viktor Gorbatko                         | 1934-12-03            | 2017-05-17            | União Soviética Rússia                                            | Soyuz 36 1980-05-26 Soyuz 7 1969-10-12 ref Soyuz 37 1980-07-23 ref Soyuz 24 1977-02-07 ref |
|        | Boris Volynov                           | 1934-12-18            |                       | Rússia                                                            | Soyuz 21 1976-07-06 ref Soyuz 5 1969-01-15 ref |
|        | Valeri Kubasov                          | 1935-01-07            | 2014-02-19            | União Soviética Rússia                                            | Soyuz 35 1980-04-09 Soyuz 19 1975-07-15 ref Soyuz 6 1969-10-11 ref Soyuz 36 1980-05-26 ref |
|        | Vladimir Aksyonov                       | 1935-02-01            | 2024-04-09            | Rússia                                                            | Soyuz 22 1976-09-15 ref Soyuz T-2 1980-06-05 ref |
|        | Harrison Schmitt                        | 1935-07-03            |                       | Estados Unidos                                                    | Apollo 17 1972-12-07 ref |
|        | Vitali Sevastyanov                      | 1935-07-08            | 2010-04-05            | União Soviética Rússia                                            | Soyuz 9 1970-06-01 ref Soyuz 18 1975-05-24 ref |
|        | Georgi Shonin                           | 1935-08-03            | 1997-04-06 1997-04-07 | União Soviética Rússia                                            | Soyuz 6 1969-10-11 ref |
|        | Story Musgrave                          | 1935-08-19            |                       | Estados Unidos                                                    | STS-6 1983-04-04 ref STS-61 1993-12-02 ref STS-51-F 1985-07-29 ref STS-33 1989-11-23 ref STS-44 1991-11-24 ref STS-80 1996-11-19 ref |
|        | Gherman Titov                           | 1935-09-11 1935-09-13 | 2000-09-20            | União Soviética Rússia                                            | Vostok 2 1961-08-06 ref |
|        | Charles Duke                            | 1935-10-03            |                       | Estados Unidos                                                    | Apollo 16 1972-04-16 ref |
|        | Russell Schweickart                     | 1935-10-25            |                       | Estados Unidos                                                    | Apollo 9 1969-03-03 ref |
|        | Vladislav Volkov                        | 1935-11-23            | 1971-06-30            | União Soviética                                                   | Soyuz 11 1971-06-06 ref Soyuz 7 1969-10-12 ref |
|        | Jack Lousma                             | 1936-02-29            |                       | Estados Unidos                                                    | STS-3 1982-03-22 ref Skylab 3 1973-07-28 ref |
|        | Loren Acton                             | 1936-03-07            |                       | Estados Unidos                                                    | STS-51-F 1985-07-29 ref |
|        | Thomas Mattingly                        | 1936-03-17            | 2023-10-31            | Estados Unidos                                                    | STS-51-C 1985-01-24 ref Apollo 16 1972-04-16 ref STS-4 1982-06-27 ref |
|        | Robert Overmyer                         | 1936-07-14            | 1996-03-22            | Estados Unidos                                                    | STS-5 1982-11-11 ref STS-51-B 1985-04-29 ref |
|        | Gordon Fullerton                        | 1936-10-11            | 2013-08-21            | Estados Unidos                                                    | STS-3 1982-03-22 ref STS-51-F 1985-07-29 ref |
|        | Edward Gibson                           | 1936-11-08            |                       | Estados Unidos                                                    | Skylab 4 1973-11-16 ref |
|        | Robert Parker                           | 1936-12-14            |                       | Estados Unidos                                                    | STS-9 1983-11-28 ref STS-35 1990-12-02 ref |
|        | Sigmund Jähn                            | 1937-02-13            | 2019-09-21            | República Democrática Alemã Alemanha                              | Salyut 6 1977-09-29 Soyuz 29 1978-06-15 Soyuz 31 1978-08-26 ref |
|        | Valentina Tereshkova                    | 1937-03-06            |                       | União Soviética Rússia                                            | Vostok 6 1963-06-16 ref |
|        | Igor Volk                               | 1937-04-12            | 2017-01-03            | Rússia                                                            | Soyuz T-12 1984-07-17 ref |
|        | Bruce McCandless                        | 1937-06-08            | 2017-12-21            | Estados Unidos                                                    | STS-41-B 1984-02-03 ref STS-31 1990-04-24 ref |
|        | Vitali Zholobov                         | 1937-06-18            |                       | União Soviética Ucrânia                                           | Soyuz 21 1976-07-06 ref |
|        | Joseph Allen                            | 1937-06-27            |                       | Estados Unidos                                                    | STS-5 1982-11-11 ref STS-51-A 1984-11-08 ref |
|        | Robert Crippen                          | 1937-09-11            |                       | Estados Unidos                                                    | STS-1 1981-04-12 ref STS-41-G 1984-10-05 ref STS-7 1983-06-18 ref STS-41-C 1984-04-06 ref |
|        | Richard Truly                           | 1937-11-12            | 2024-02-27            | Estados Unidos                                                    | STS-8 1983-08-30 ref STS-2 1981-11-12 ref |
|        | Zenon Jankowski                         | 1937-11-22            |                       | Polónia                                                           | Salyut 6 1977-09-29 Soyuz 30 1978-06-27 |
|        | Boris Yegorov                           | 1937-11-26            | 1994-09-12            | União Soviética Rússia                                            | Voskhod 1 1964-10-12 ref |
|        | Karol Bobko                             | 1937-12-23            | 2023-08-17            | Estados Unidos Polónia                                            | STS-51-J 1985-10-03 ref STS-6 1983-04-04 ref STS-51-D 1985-04-12 ref |
|        | Jean-Loup Chrétien                      | 1938-08-20            |                       | Estados Unidos França                                             | Soyuz TM-6 1988-08-29 Soyuz T-6 1982-06-24 ref Soyuz TM-7 1988-11-26 ref Mir-Aragatz 1988-11-26 STS-86 1997-09-26 ref |
|        | John Fabian                             | 1939-01-28            |                       | Estados Unidos                                                    | STS-7 1983-06-18 ref STS-51-G 1985-06-17 ref |
|        | Valeri Rozhdestvensky                   | 1939-02-13            | 2011-08-31            | União Soviética                                                   | Soyuz 23 1976-10-14 ref |
|        | William Lenoir                          | 1939-03-14            | 2010-08-26            | Estados Unidos                                                    | STS-5 1982-11-11 ref |
|        | Francis Scobee                          | 1939-05-19            | 1986-01-28            | Estados Unidos                                                    | STS-41-C 1984-04-06 ref |
|        | Valeri Ryumin                           | 1939-08-16            | 2022-06-06            | Rússia                                                            | Soyuz 34 1979-06-06 Soyuz 35 1980-04-09 ref STS-91 1998-06-02 ref Soyuz 37 1980-07-23 Soyuz 25 1977-10-09 ref Soyuz 32 1979-02-25 ref |
|        | David Griggs                            | 1939-09-07            | 1989-06-17            | Estados Unidos                                                    | STS-51-D 1985-04-12 ref |
|        | Yuri Glazkov                            | 1939-10-02            | 2008-12-09            | União Soviética Rússia                                            | Salyut 5 1976-06-22 Soyuz 24 1977-02-07 ref |
|        | Viktor Savinykh                         | 1940-03-07            |                       | União Soviética Rússia                                            | Soyuz T-14 1985-09-17 Salyut 6 1977-09-29 Soyuz TM-5 1988-06-07 ref Soyuz T-4 1981-03-12 ref Mir 1986-02-19 Soyuz T-13 1985-06-06 ref Soyuz TM-4 1987-12-21 Salyut 7 1982-04-19 |
|        | Taylor Wang                             | 1940-06-16            |                       | Estados Unidos                                                    | STS-51-B 1985-04-29 ref |
|        | Georgi Ivanov                           | 1940-07-02            |                       | Bulgária                                                          | Soyuz 33 1979-04-10 ref |
|        | Dennis Tito                             | 1940-08-08            |                       | Estados Unidos                                                    | Soyuz TM-31 2000-10-31 Soyuz TM-32 2001-04-28 ref |
|        | Roger Crouch                            | 1940-09-12            |                       | Estados Unidos                                                    | STS-83 1997-04-04 ref STS-94 1997-07-01 ref |
|        | Aleksandr Ivanchenkov                   | 1940-09-28            |                       | União Soviética                                                   | Soyuz T-6 1982-06-24 ref Soyuz 31 1978-08-26 Soyuz 29 1978-06-15 ref |
|        | Gennady Strekalov                       | 1940-10-26 1940-10-28 | 2004-12-25            | União Soviética Rússia                                            | Soyuz TM-10 1990-08-01 ref STS-71 1995-06-27 Soyuz T-10 1984-02-08 Soyuz T-8 1983-04-20 ref Soyuz T-11 1984-04-03 ref Soyuz 7K-ST No.16L 1983-09-26 Soyuz TM-21 1995-03-14 ref Soyuz T-3 1980-11-27 ref |
|        | Reinhard Furrer                         | 1940-11-25            | 1995-09-09            | Alemanha                                                          | STS-61-A 1985-10-30 ref |
|        | Frederick Gregory                       | 1941-01-07            |                       | Estados Unidos                                                    | STS-51-B 1985-04-29 ref STS-33 1989-11-23 ref STS-44 1991-11-24 ref |
|        | Dirk Frimout                            | 1941-03-21            |                       | Bélgica                                                           | STS-45 1992-03-24 ref |
|        | Frederick Hauck                         | 1941-04-11            |                       | Estados Unidos                                                    | STS-7 1983-06-18 ref STS-26 1988-09-29 ref STS-51-A 1984-11-08 ref |
|        | Anatoli Levchenko                       | 1941-05-21            | 1988-08-06            | União Soviética                                                   | Soyuz TM-3 1987-07-22 Soyuz TM-4 1987-12-21 ref |
|        | Ulf Merbold                             | 1941-06-20            |                       | Alemanha República Democrática Alemã Alemanha Nazi                | Soyuz TM-19 1994-07-01 STS-9 1983-11-28 ref STS-42 1992-01-22 ref Soyuz TM-20 1994-10-03 ref Mir 1986-02-19 |
|        | Vladimir Lyakhov                        | 1941-07-20            | 2018-04-19            | União Soviética                                                   | Soyuz TM-5 1988-06-07 Soyuz 34 1979-06-06 Soyuz TM-6 1988-08-29 ref Soyuz T-9 1983-06-27 ref Soyuz 32 1979-02-25 ref |
|        | Leonid Kizim                            | 1941-08-05            | 2010-06-14            | República Socialista Soviética Ucraniana Rússia                   | Soyuz T-10 1984-02-08 ref Soyuz T-11 1984-04-03 Soyuz T-15 1986-03-13 ref Soyuz T-3 1980-11-27 ref |
|        | Iúri Malichev                           | 1941-08-27            | 1999-11-08            | União Soviética                                                   | Soyuz T-10 1984-02-08 Soyuz T-11 1984-04-03 ref Soyuz T-2 1980-06-05 ref |
|        | Miroslaw Hermaszewski                   | 1941-09-15            | 2022-12-12            | Polónia                                                           | Salyut 6 1977-09-29 Soyuz 30 1978-06-27 ref |
|        | Gennadi Sarafanov                       | 1942-01-01            | 2005-09-29            | União Soviética                                                   | Soyuz 15 1974-08-26 ref |
|        | Vyacheslav Zudov                        | 1942-01-08            | 2024-06-12            | Rússia                                                            | Soyuz 23 1976-10-14 ref |
|        | Arnaldo Tamayo Méndez                   | 1942-01-29            |                       | Cuba                                                              | Salyut 6 1977-09-29 Soyuz 38 1980-09-18 ref |
|        | Donald Williams                         | 1942-02-13            | 2016-02-23            | Estados Unidos                                                    | STS-34 1989-10-18 ref STS-51-D 1985-04-12 ref |
|        | Vladimir Kovalyonok                     | 1942-03-03            |                       | União Soviética Rússia                                            | Salyut 6 1977-09-29 Soyuz T-4 1981-03-12 ref Soyuz 25 1977-10-09 ref Soyuz 31 1978-08-26 Soyuz 29 1978-06-15 ref |
|        | Anatoli Berezovoy                       | 1942-04-11            | 2014-09-20            | União Soviética Rússia                                            | Soyuz T-7 1982-08-19 Salyut 7 1982-04-19 Soyuz T-5 1982-05-13 ref |
|        | Valentin Lebedev                        | 1942-04-14            |                       | União Soviética Rússia                                            | Soyuz T-7 1982-08-19 Soyuz 13 1973-12-18 ref Soyuz T-5 1982-05-13 ref |
|        | Valeri Polyakov                         | 1942-04-27            | 2022-09-07            | Rússia                                                            | Soyuz TM-20 1994-10-03 Soyuz TM-7 1988-11-26 Soyuz TM-6 1988-08-29 ref Soyuz TM-18 1994-01-08 ref |
|        | Vladimir Dzhanibekov                    | 1942-05-13            |                       | União Soviética Rússia                                            | Salyut 6 1977-09-29 Soyuz 39 1981-03-22 ref Soyuz 27 1978-01-10 ref Soyuz T-6 1982-06-24 ref Soyuz T-12 1984-07-17 ref Soyuz 26 1977-12-10 Soyuz T-13 1985-06-06 ref Salyut 7 1982-04-19 |
|        | Anthony England                         | 1942-05-15            |                       | Estados Unidos                                                    | STS-51-F 1985-07-29 ref |
|        | Robert Springer                         | 1942-05-21            |                       | Estados Unidos                                                    | STS-29 1989-03-13 ref STS-38 1990-11-15 ref |
|        | Pyotr Klimuk                            | 1942-07-10            |                       | União Soviética Rússia República Socialista Soviética Bielorrussa | Salyut 6 1977-09-29 Soyuz 18 1975-05-24 ref Salyut 4 1974-12-26 Soyuz 13 1973-12-18 ref Soyuz 30 1978-06-27 ref |
|        | Toyohiro Akiyama                        | 1942-07-22            |                       | Japão                                                             | Soyuz TM-10 1990-08-01 Soyuz TM-11 1990-12-02 ref |
|        | Robert Stewart                          | 1942-08-13            |                       | Estados Unidos                                                    | STS-51-J 1985-10-03 ref STS-41-B 1984-02-03 ref |
|        | John Blaha                              | 1942-08-26            |                       | Estados Unidos                                                    | STS-58 1993-10-18 ref STS-29 1989-03-13 ref STS-81 1997-01-12 STS-79 1996-09-16 ref STS-33 1989-11-23 ref STS-43 1991-08-02 ref |
|        | Bill Nelson                             | 1942-09-29            |                       | Estados Unidos                                                    | STS-61-C 1986-01-12 ref |
|        | Guion Bluford                           | 1942-11-22            |                       | Estados Unidos                                                    | STS-39 1991-04-28 ref STS-8 1983-08-30 ref STS-61-A 1985-10-30 ref STS-53 1992-12-02 ref |
|        | Shannon Lucid                           | 1943-01-14            |                       | Estados Unidos                                                    | STS-34 1989-10-18 ref STS-58 1993-10-18 ref STS-51-G 1985-06-17 ref STS-79 1996-09-16 STS-43 1991-08-02 ref STS-76 1996-03-22 ref |
|        | Daniel Brandenstein                     | 1943-01-17            |                       | Estados Unidos                                                    | STS-8 1983-08-30 ref STS-51-G 1985-06-17 ref STS-49 1992-05-07 ref STS-32 1990-01-09 ref |
|        | Aleksandr Pavlovich Aleksandrov         | 1943-02-20            |                       | União Soviética                                                   | Soyuz TM-2 1987-02-05 Soyuz T-9 1983-06-27 ref Mir 1986-02-19 Soyuz TM-3 1987-07-22 ref Salyut 7 1982-04-19 |
|        | John Creighton                          | 1943-04-28            |                       | Estados Unidos                                                    | STS-51-G 1985-06-17 ref STS-48 1991-09-12 ref STS-36 1990-02-28 ref |
|        | Norman Thagard                          | 1943-07-03            |                       | Estados Unidos                                                    | STS-71 1995-06-27 STS-7 1983-06-18 ref STS-30 1989-05-04 ref STS-42 1992-01-22 ref STS-51-B 1985-04-29 ref Soyuz TM-21 1995-03-14 ref |
|        | John Casper                             | 1943-07-09            |                       | Estados Unidos                                                    | STS-62 1994-03-04 ref STS-77 1996-05-19 ref STS-54 1993-01-13 ref STS-36 1990-02-28 ref |
|        | Roy Bridges Jr.                         | 1943-07-19            |                       | Estados Unidos                                                    | STS-51-F 1985-07-29 ref |
|        | Michael McCulley                        | 1943-08-04            |                       | Estados Unidos                                                    | STS-34 1989-10-18 ref |
|        | Jon McBride                             | 1943-08-14            | 2024-08-07            | Estados Unidos                                                    | STS-41-G 1984-10-05 ref |
|        | Samuel Durrance                         | 1943-09-17            | 2023-05-05            | Estados Unidos                                                    | STS-67 1995-03-02 ref STS-35 1990-12-02 ref |
|        | Aleksandr Serebrov                      | 1944-02-15            | 2013-11-12            | União Soviética Rússia                                            | Soyuz T-7 1982-08-19 ref Soyuz T-8 1983-04-20 ref Soyuz TM-17 1993-07-01 ref Soyuz TM-8 1989-09-05 ref Soyuz T-5 1982-05-13 |
|        | David Walker                            | 1944-05-20            | 2001-04-23            | Estados Unidos                                                    | STS-69 1995-09-07 ref STS-53 1992-12-02 ref STS-30 1989-05-04 ref STS-51-A 1984-11-08 ref |
|        | Paul Scully-Power                       | 1944-05-28            |                       | Estados Unidos Austrália                                          | STS-41-G 1984-10-05 ref |
|        | James van Hoften                        | 1944-06-11            |                       | Estados Unidos                                                    | STS-41-C 1984-04-06 ref STS-51-I 1985-08-27 ref |
|        | Yuri Romanenko                          | 1944-08-01            |                       | União Soviética Rússia                                            | Salyut 6 1977-09-29 Soyuz 27 1978-01-10 Soyuz TM-2 1987-02-05 ref Mir 1986-02-19 Soyuz TM-3 1987-07-22 Soyuz 38 1980-09-18 ref Soyuz 26 1977-12-10 ref |
|        | Gregory Jarvis                          | 1944-08-24            | 1986-01-28            | Estados Unidos                                                    | STS-51-L 1986-01-28 |
|        | Claude Nicollier                        | 1944-09-02            |                       | Q39                                                               | STS-75 1996-02-22 ref STS-61 1993-12-02 ref STS-103 1999-12-20 ref STS-46 1992-07-31 ref |
|        | Sherwood Spring                         | 1944-09-03            |                       | Estados Unidos                                                    | STS-61-B 1985-11-27 ref |
|        | Charles Veach                           | 1944-09-18            | 1995-10-03            | Estados Unidos                                                    | STS-39 1991-04-28 ref STS-52 1992-10-22 ref |
|        | Loren Shriver                           | 1944-09-23            |                       | Estados Unidos                                                    | STS-51-C 1985-01-24 ref STS-31 1990-04-24 ref STS-46 1992-07-31 ref |
|        | Jeffrey Hoffman                         | 1944-11-02            |                       | Estados Unidos                                                    | STS-35 1990-12-02 ref STS-75 1996-02-22 ref STS-61 1993-12-02 ref STS-51-D 1985-04-12 ref STS-46 1992-07-31 ref |
|        | John-David Bartoe                       | 1944-11-17            |                       | Estados Unidos                                                    | STS-51-F 1985-07-29 ref |
|        | Gregory Olsen                           | 1945-04-20            |                       | Estados Unidos                                                    | Soyuz TMA-6 2005-04-15 Soyuz TMA-7 2005-10-01 ref |
|        | Michael Smith                           | 1945-04-30            | 1986-01-28            | Estados Unidos                                                    | STS-51-L 1986-01-28 |
|        | Brewster Shaw                           | 1945-05-16            |                       | Estados Unidos                                                    | STS-28 1989-08-08 ref STS-61-B 1985-11-27 ref STS-9 1983-11-28 ref |
|        | Ernst Messerschmid                      | 1945-05-21            |                       | Alemanha                                                          | STS-61-A 1985-10-30 ref |
|        | Ronald Grabe                            | 1945-06-13            |                       | Estados Unidos                                                    | STS-51-J 1985-10-03 ref STS-57 1993-06-21 ref STS-30 1989-05-04 ref STS-42 1992-01-22 ref |
|        | James Buchli                            | 1945-06-20            |                       | Estados Unidos                                                    | STS-29 1989-03-13 ref STS-61-A 1985-10-30 ref STS-51-C 1985-01-24 ref STS-48 1991-09-12 ref |
|        | Leonid Popov                            | 1945-08-31            |                       | União Soviética Ucrânia Rússia                                    | Soyuz T-7 1982-08-19 ref Soyuz 40 1981-05-14 ref Soyuz 35 1980-04-09 ref Soyuz 37 1980-07-23 Soyuz T-5 1982-05-13 |
|        | Richard Mullane                         | 1945-09-10            |                       | Estados Unidos                                                    | STS-27 1988-12-02 ref STS-41-D 1984-08-30 ref STS-36 1990-02-28 ref |
|        | Bjarni Tryggvason                       | 1945-09-21            | 2022-04-05            | Canadá                                                            | STS-85 1997-08-07 ref |
|        | Roberta Bondar                          | 1945-12-04            |                       | Canadá                                                            | STS-42 1992-01-22 ref |
|        | Millie Hughes-Fulford                   | 1945-12-21            | 2021-02-02            | Estados Unidos                                                    | STS-40 1991-06-05 ref |
|        | Michael Coats                           | 1946-01-16            |                       | Estados Unidos                                                    | STS-39 1991-04-28 ref STS-29 1989-03-13 ref STS-41-D 1984-08-30 ref |
|        | James Adamson                           | 1946-03-03            |                       | Estados Unidos                                                    | STS-28 1989-08-08 ref STS-43 1991-08-02 ref |
|        | Patrick Baudry                          | 1946-03-06            |                       | França                                                            | STS-51-G 1985-06-17 ref |
|        | Wubbo Ockels                            | 1946-03-28            | 2014-05-18            | Reino dos Países Baixos                                           | STS-61-A 1985-10-30 ref |
|        | William Fisher                          | 1946-04-01            |                       | Estados Unidos                                                    | STS-51-I 1985-08-27 ref |
|        | Drew Gaffney                            | 1946-06-09            |                       | Estados Unidos                                                    | STS-40 1991-06-05 ref |
|        | Ellison Onizuka                         | 1946-06-24            | 1986-01-28            | Estados Unidos                                                    | STS-51-C 1985-01-24 ref STS-51-L 1986-01-28 |
|        | John Lounge                             | 1946-06-28            | 2011-03-01            | Estados Unidos                                                    | STS-35 1990-12-02 ref STS-26 1988-09-29 ref STS-51-I 1985-08-27 ref |
|        | Toktar Aubakirov                        | 1946-07-27            |                       | União Soviética Cazaquistão                                       | Soyuz TM-12 1991-05-18 Soyuz TM-13 1991-10-02 ref |
|        | Richard Covey                           | 1946-08-01            |                       | Estados Unidos                                                    | STS-26 1988-09-29 ref STS-61 1993-12-02 ref STS-51-I 1985-08-27 ref STS-38 1990-11-15 ref |
|        | Charles Bolden Jr.                      | 1946-08-19            |                       | Estados Unidos                                                    | STS-61-C 1986-01-12 ref STS-45 1992-03-24 ref STS-31 1990-04-24 ref STS-60 1994-02-03 ref |
|        | Richard Richards                        | 1946-08-24            |                       | Estados Unidos                                                    | STS-28 1989-08-08 ref STS-64 1994-09-09 ref STS-41 1990-10-06 ref STS-50 1992-06-25 ref |
|        | Bryan O'Connor                          | 1946-09-06            |                       | Estados Unidos                                                    | STS-61-B 1985-11-27 ref STS-40 1991-06-05 ref |
|        | Franco Malerba                          | 1946-10-10            |                       | Itália                                                            | STS-46 1992-07-31 ref |
|        | Terry Hart                              | 1946-10-27            |                       | Estados Unidos                                                    | STS-41-C 1984-04-06 ref |
|        | Steven Nagel                            | 1946-10-27            | 2014-08-21            | Estados Unidos                                                    | STS-61-A 1985-10-30 ref STS-37 1991-04-05 ref STS-51-G 1985-06-17 ref STS-55 1993-04-26 ref |
|        | Robert Gibson                           | 1946-10-30            |                       | Estados Unidos                                                    | STS-27 1988-12-02 ref STS-61-C 1986-01-12 ref STS-41-B 1984-02-03 ref STS-71 1995-06-27 ref STS-47 1992-09-12 ref |
|        | Vladimir Solovyov                       | 1946-11-11            |                       | União Soviética Rússia                                            | Soyuz T-10 1984-02-08 ref Soyuz T-11 1984-04-03 Soyuz T-15 1986-03-13 ref |
|        | Vladimir Titov                          | 1947-01-01            |                       | União Soviética Rússia                                            | Soyuz TM-6 1988-08-29 Soyuz T-8 1983-04-20 ref Soyuz 7K-ST No.16L 1983-09-26 STS-63 1995-02-03 ref Soyuz TM-4 1987-12-21 ref STS-86 1997-09-26 ref |
|        | Mary Cleave                             | 1947-02-05            | 2023-11-27            | Estados Unidos                                                    | STS-61-B 1985-11-27 ref STS-30 1989-05-04 ref |
|        | Pham Tuan                               | 1947-02-14            |                       | Q881                                                              | Salyut 6 1977-09-29 Soyuz 36 1980-05-26 Soyuz 37 1980-07-23 ref |
|        | Alexander Viktorenko                    | 1947-03-29            | 2023-08-10            | Rússia                                                            | Soyuz TM-2 1987-02-05 Soyuz TM-14 1992-03-17 ref Soyuz TM-20 1994-10-03 ref Soyuz TM-8 1989-09-05 ref Soyuz TM-3 1987-07-22 ref |
|        | Manley Carter                           | 1947-08-15            | 1991-04-05            | Estados Unidos                                                    | STS-33 1989-11-23 ref |
|        | Rhea Seddon                             | 1947-11-08            |                       | Estados Unidos                                                    | STS-58 1993-10-18 ref STS-58 1993-10-18 ref STS-51-D 1985-04-12 ref STS-51-D 1985-04-12 ref STS-40 1991-06-05 ref STS-40 1991-06-05 ref |
|        | Jugderdemidiyn Gurragcha                | 1947-12-05            |                       | Mongólia                                                          | Soyuz 39 1981-03-22 ref |
|        | Guy Gardner                             | 1948-01-06            |                       | Estados Unidos                                                    | STS-27 1988-12-02 ref STS-35 1990-12-02 ref |
|        | Anatoly Solovyev                        | 1948-01-16            |                       | União Soviética Rússia                                            | Soyuz TM-5 1988-06-07 ref STS-71 1995-06-27 ref Soyuz TM-15 1992-07-27 ref Soyuz TM-26 1997-08-05 ref Soyuz TM-21 1995-03-14 Soyuz TM-9 1990-02-11 ref Soyuz TM-4 1987-12-21 |
|        | Jerry Ross                              | 1948-01-20            |                       | Estados Unidos                                                    | STS-27 1988-12-02 ref STS-61-B 1985-11-27 ref STS-37 1991-04-05 ref STS-55 1993-04-26 ref STS-88 1998-12-04 ref STS-110 2002-04-08 ref STS-74 1995-11-12 ref |
|        | Mamoru Mohri                            | 1948-01-29            |                       | Japão                                                             | STS-99 2000-02-11 ref STS-47 1992-09-12 ref |
|        | Byron Lichtenberg                       | 1948-02-19            |                       | Estados Unidos                                                    | STS-9 1983-11-28 ref STS-45 1992-03-24 ref |
|        | Jean-Pierre Haigneré                    | 1948-05-19            |                       | França                                                            | Soyuz TM-16 1993-01-24 Soyuz TM-17 1993-07-01 Soyuz TM-29 1999-02-20 |
|        | Aleksandr Volkov                        | 1948-05-27            |                       | União Soviética Rússia Ucrânia                                    | Soyuz T-14 1985-09-17 ref Soyuz TM-7 1988-11-26 ref Soyuz TM-13 1991-10-02 ref |
|        | Gary Payton (astronauta)                | 1948-06-20            |                       | Estados Unidos                                                    | STS-51-C 1985-01-24 ref |
|        | Svetlana Savitskaya                     | 1948-08-08            |                       | União Soviética Rússia                                            | Soyuz T-7 1982-08-19 ref Soyuz T-12 1984-07-17 ref Soyuz T-5 1982-05-13 |
|        | Charles Walker                          | 1948-08-29            |                       | Estados Unidos                                                    | STS-61-B 1985-11-27 ref STS-41-D 1984-08-30 ref STS-51-D 1985-04-12 ref |
|        | Christa McAuliffe                       | 1948-09-02            | 1986-01-28            | Estados Unidos                                                    | STS-51-L 1986-01-28 |
|        | Vladimír Remek                          | 1948-09-26            |                       | Chéquia                                                           | Salyut 6 1977-09-29 Soyuz 28 1978-03-02 ref |
|        | Robert Cenker                           | 1948-11-05            |                       | Estados Unidos                                                    | STS-61-C 1986-01-12 ref |
|        | Dale Gardner                            | 1948-11-08            | 2014-02-19            | Estados Unidos                                                    | STS-8 1983-08-30 ref STS-51-A 1984-11-08 ref |
|        | Viktor Afanasyev                        | 1948-12-31            |                       | União Soviética Rússia                                            | Soyuz TM-11 1990-12-02 ref Soyuz TM-18 1994-01-08 ref Soyuz TM-33 2001-10-21 ref Soyuz TM-32 2001-04-28 Soyuz TM-29 1999-02-20 ref |
|        | Rakesh Sharma                           | 1949-01-13            |                       | Índia                                                             | Soyuz T-10 1984-02-08 Soyuz T-11 1984-04-03 ref Salyut 7 1982-04-19 |
|        | Robert Cabana                           | 1949-01-23            |                       | Estados Unidos                                                    | STS-65 1994-07-08 ref STS-53 1992-12-02 ref STS-88 1998-12-04 ref STS-41 1990-10-06 ref |
|        | Maidarzhavyn Ganzorig                   | 1949-02-05            | 2021-07-04            | Mongólia República Popular da Mongólia                            | Salyut 6 1977-09-29 Soyuz 39 1981-03-22 |
|        | Marc Garneau                            | 1949-02-23            | 2025-06-04            | Canadá                                                            | STS-41-G 1984-10-05 ref STS-77 1996-05-19 ref STS-97 2000-12-01 ref |
|        | Bonnie Dunbar                           | 1949-03-03            |                       | Estados Unidos                                                    | STS-61-A 1985-10-30 ref STS-71 1995-06-27 ref STS-89 1998-01-23 ref STS-50 1992-06-25 ref STS-32 1990-01-09 ref |
|        | James Voss                              | 1949-03-03            |                       | Estados Unidos                                                    | STS-102 2001-03-08 ref STS-105 2001-08-10 STS-69 1995-09-07 ref STS-53 1992-12-02 ref STS-101 2000-05-19 ref STS-44 1991-11-24 ref Expedition 2 2001-03-10 |
|        | Judith Resnik                           | 1949-04-05            | 1986-01-28            | Estados Unidos                                                    | STS-41-D 1984-08-30 ref STS-51-L 1986-01-28 |
|        | Jean-Jacques Favier                     | 1949-04-13            | 2023-03-19            | França                                                            | STS-78 1996-06-20 ref |
|        | Jay Apt                                 | 1949-04-28            |                       | Estados Unidos                                                    | STS-37 1991-04-05 ref STS-59 1994-04-09 ref STS-79 1996-09-16 ref STS-47 1992-09-12 ref |
|        | Albert Sacco Jr.                        | 1949-05-03            |                       | Estados Unidos                                                    | STS-73 1995-10-20 ref |
|        | David Leestma                           | 1949-05-06            |                       | Estados Unidos                                                    | STS-28 1989-08-08 ref STS-45 1992-03-24 ref STS-41-G 1984-10-05 ref |
|        | Oleg Atkov                              | 1949-05-09            |                       | União Soviética Rússia                                            | Soyuz T-10 1984-02-08 ref Soyuz T-11 1984-04-03 Salyut 7 1982-04-19 |
|        | Frank Culbertson Jr.                    | 1949-05-15            |                       | Estados Unidos                                                    | STS-108 2001-12-05 STS-105 2001-08-10 ref STS-51 1993-09-12 ref STS-38 1990-11-15 ref Expedition 3 2001-08-12 |
|        | Yuri Baturin                            | 1949-06-12            |                       | Rússia União Soviética                                            | Soyuz TM-27 1998-01-29 Soyuz TM-31 2000-10-31 Soyuz TM-32 2001-04-28 ref Soyuz TM-28 1998-08-13 ref |
|        | William Shepherd                        | 1949-07-26            |                       | Estados Unidos                                                    | STS-27 1988-12-02 STS-102 2001-03-08 STS-41 1990-10-06 STS-52 1992-10-22 Soyuz TM-31 2000-10-31 Expedition 1 2000-11-02 |
|        | Bertalan Farkas                         | 1949-08-02            |                       | Hungria                                                           | Salyut 6 1977-09-29 Soyuz 35 1980-04-09 Soyuz 36 1980-05-26 ref |
|        | Anna Fisher                             | 1949-08-24            |                       | Estados Unidos                                                    | STS-51-A 1984-11-08 ref |
|        | Michel Tognini                          | 1949-09-30            |                       | França                                                            | Soyuz TM-14 1992-03-17 STS-93 1999-07-23 ref Soyuz TM-15 1992-07-27 ref |
|        | Terrence Wilcutt                        | 1949-10-31            |                       | Estados Unidos                                                    | STS-106 2000-09-08 ref STS-68 1994-09-30 ref STS-89 1998-01-23 ref STS-79 1996-09-16 ref |
|        | Kenneth Cameron                         | 1949-11-29            |                       | Estados Unidos                                                    | STS-56 1993-04-08 ref STS-37 1991-04-05 ref STS-74 1995-11-12 ref |
|        | Bruce Melnick                           | 1949-12-05            |                       | Estados Unidos                                                    | STS-41 1990-10-06 ref STS-49 1992-05-07 ref |
|        | Joseph Tanner                           | 1950-01-21            |                       | Estados Unidos                                                    | STS-66 1994-11-03 ref STS-115 2006-09-09 ref STS-97 2000-12-01 ref STS-82 1997-02-11 ref |
|        | David Hilmers                           | 1950-01-28            |                       | Estados Unidos                                                    | STS-51-J 1985-10-03 ref STS-26 1988-09-29 ref STS-42 1992-01-22 ref STS-36 1990-02-28 ref |
|        | Franklin Chang-Díaz                     | 1950-04-05            |                       | Estados Unidos Costa Rica                                         | STS-34 1989-10-18 ref STS-61-C 1986-01-12 ref STS-75 1996-02-22 ref STS-91 1998-06-02 ref STS-111 2002-06-05 ref STS-60 1994-02-03 ref STS-46 1992-07-31 ref |
|        | Kenneth Cockrell                        | 1950-04-09            |                       | Estados Unidos                                                    | STS-69 1995-09-07 ref STS-56 1993-04-08 ref STS-111 2002-06-05 ref STS-80 1996-11-19 ref STS-98 2001-02-07 ref |
|        | Gennadi Manakov                         | 1950-06-01            | 2019-09-26            | Rússia União Soviética                                            | Soyuz TM-10 1990-08-01 ref Soyuz TM-16 1993-01-24 ref |
|        | Lawrence DeLucas                        | 1950-07-11            |                       | Estados Unidos                                                    | STS-50 1992-06-25 ref |
|        | George Nelson                           | 1950-07-13            |                       | Estados Unidos                                                    | STS-61-C 1986-01-12 ref STS-26 1988-09-29 ref STS-41-C 1984-04-06 ref |
|        | Winston Scott                           | 1950-08-06            |                       | Estados Unidos                                                    | STS-72 1996-01-11 ref STS-87 1997-11-19 ref |
|        | Eugene Trinh                            | 1950-09-14            |                       | Q881 Estados Unidos                                               | STS-50 1992-06-25 ref |
|        | Boris Morukov                           | 1950-10-01            | 2015-01-01            | União Soviética Rússia                                            | STS-106 2000-09-08 ref |
|        | Ronald McNair                           | 1950-10-21            | 1986-01-28            | Estados Unidos                                                    | STS-41-B 1984-02-03 ref STS-51-L 1986-01-28 |
|        | Carl Meade                              | 1950-11-16            |                       | Estados Unidos                                                    | STS-64 1994-09-09 ref STS-50 1992-06-25 ref STS-38 1990-11-15 ref |
|        | Talgat Musabayev                        | 1951-01-07            | 2025-08-03            | União Soviética Rússia Cazaquistão                                | Soyuz TM-27 1998-01-29 ref Soyuz TM-19 1994-07-01 ref Soyuz TM-31 2000-10-31 Soyuz TM-32 2001-04-28 ref |
|        | Leonid Kadenyuk                         | 1951-01-28            | 2018-01-31            | União Soviética Ucrânia                                           | STS-87 1997-11-19 ref |
|        | Musa Manarov                            | 1951-03-22            |                       | União Soviética Rússia                                            | Soyuz TM-6 1988-08-29 Soyuz TM-11 1990-12-02 ref Soyuz TM-4 1987-12-21 ref |
|        | Kenneth Reightler Jr.                   | 1951-03-24            |                       | Estados Unidos                                                    | STS-60 1994-02-03 ref STS-48 1991-09-12 ref |
|        | Marsha Ivins                            | 1951-04-15            |                       | Estados Unidos                                                    | STS-62 1994-03-04 ref STS-81 1997-01-12 ref STS-32 1990-01-09 ref STS-46 1992-07-31 ref STS-98 2001-02-07 ref |
|        | John Phillips                           | 1951-04-15            |                       | Estados Unidos                                                    | Soyuz TMA-6 2005-04-15 ref STS-119 2009-03-15 ref STS-100 2001-04-19 ref Expedition 11 2005-04-17 |
|        | Aleksandr Laveykin                      | 1951-04-21            |                       | União Soviética                                                   | Soyuz TM-2 1987-02-05 ref Mir 1986-02-19 |
|        | Thomas Akers                            | 1951-05-20            |                       | Estados Unidos                                                    | STS-61 1993-12-02 ref STS-41 1990-10-06 ref STS-49 1992-05-07 ref STS-79 1996-09-16 ref |
|        | Ronald Parise                           | 1951-05-24            | 2008-05-09            | Estados Unidos                                                    | STS-67 1995-03-02 ref STS-35 1990-12-02 ref |
|        | Sally Ride                              | 1951-05-26            | 2012-07-23            | Estados Unidos                                                    | STS-41-G 1984-10-05 ref STS-7 1983-06-18 ref |
|        | Muhammed Faris                          | 1951-05-26            | 2024-04-19            | Primeira República Síria República Árabe Unida Síria              | Soyuz TM-2 1987-02-05 ref Soyuz TM-3 1987-07-22 |
|        | Sidney Gutierrez                        | 1951-06-27            |                       | Estados Unidos                                                    | STS-59 1994-04-09 ref STS-40 1991-06-05 ref |
|        | Stephen Oswald                          | 1951-06-30            |                       | Estados Unidos                                                    | STS-67 1995-03-02 ref STS-56 1993-04-08 ref STS-42 1992-01-22 ref |
|        | William McArthur Jr.                    | 1951-07-26            |                       | Estados Unidos                                                    | STS-58 1993-10-18 ref STS-92 2000-10-11 ref STS-74 1995-11-12 ref Soyuz TMA-7 2005-10-01 ref Expedition 12 2005-10-03 |
|        | Hans Schlegel                           | 1951-08-03            |                       | Alemanha                                                          | STS-122 2008-02-07 ref STS-55 1993-04-26 ref |
|        | Charles Brady Jr.                       | 1951-08-12            | 2006-07-23            | Estados Unidos                                                    | STS-78 1996-06-20 ref |
|        | Kathryn Sullivan                        | 1951-10-03            |                       | Estados Unidos                                                    | STS-45 1992-03-24 ref STS-41-G 1984-10-05 ref STS-31 1990-04-24 ref |
|        | Mark Brown                              | 1951-11-18            |                       | Estados Unidos                                                    | STS-28 1989-08-08 ref STS-48 1991-09-12 ref |
|        | Barbara Morgan                          | 1951-11-28            |                       | Estados Unidos                                                    | STS-118 2007-08-08 ref |
|        | Aleksandr Aleksandrov                   | 1951-12-01            |                       | Bulgária                                                          | Soyuz TM-5 1988-06-07 ref Mir 1986-02-19 Soyuz TM-4 1987-12-21 |
|        | Steven Hawley                           | 1951-12-12            |                       | Estados Unidos                                                    | STS-61-C 1986-01-12 ref STS-93 1999-07-23 ref STS-41-D 1984-08-30 ref STS-31 1990-04-24 ref STS-82 1997-02-11 ref |
|        | Andrew Thomas                           | 1951-12-18            |                       | Estados Unidos Austrália                                          | STS-102 2001-03-08 ref STS-91 1998-06-02 STS-114 2005-07-26 ref STS-77 1996-05-19 ref STS-89 1998-01-23 ref |
|        | Fred Leslie                             | 1951-12-19            |                       | Estados Unidos                                                    | STS-73 1995-10-20 ref |
|        | Blaine Hammond                          | 1952-01-16            |                       | Estados Unidos                                                    | STS-39 1991-04-28 ref STS-64 1994-09-09 ref |
|        | William Readdy                          | 1952-01-24            |                       | Estados Unidos                                                    | STS-51 1993-09-12 ref STS-42 1992-01-22 ref STS-79 1996-09-16 ref |
|        | Mario Runco Jr.                         | 1952-01-26            |                       | Estados Unidos                                                    | STS-77 1996-05-19 ref STS-54 1993-01-13 ref STS-44 1991-11-24 ref |
|        | Rodolfo Neri Vela                       | 1952-02-19            |                       | México                                                            | STS-61-B 1985-11-27 |
|        | James Bagian                            | 1952-02-22            |                       | Estados Unidos                                                    | STS-29 1989-03-13 ref STS-40 1991-06-05 ref |
|        | Vladimir Vasyutin                       | 1952-03-08            | 2002-07-19            | União Soviética                                                   | Soyuz T-14 1985-09-17 ref |
|        | Chiaki Mukai                            | 1952-05-06            |                       | Japão                                                             | STS-65 1994-07-08 ref STS-95 1998-10-29 ref |
|        | Charles Camarda                         | 1952-05-08            |                       | Estados Unidos                                                    | STS-114 2005-07-26 ref |
|        | Donald McMonagle                        | 1952-05-14            |                       | Estados Unidos                                                    | STS-39 1991-04-28 ref STS-66 1994-11-03 ref STS-54 1993-01-13 ref |
|        | William Pailes                          | 1952-06-26            |                       | Estados Unidos                                                    | STS-51-J 1985-10-03 ref |
|        | Linda Godwin                            | 1952-07-02            |                       | Estados Unidos                                                    | STS-108 2001-12-05 ref STS-37 1991-04-05 ref STS-59 1994-04-09 ref STS-76 1996-03-22 ref |
|        | Terence Henricks                        | 1952-07-05            |                       | Estados Unidos                                                    | STS-55 1993-04-26 ref STS-78 1996-06-20 ref STS-70 1995-07-13 ref STS-44 1991-11-24 ref |
|        | Mark Lee                                | 1952-08-14            |                       | Estados Unidos                                                    | STS-30 1989-05-04 STS-64 1994-09-09 STS-82 1997-02-11 STS-47 1992-09-12 |
|        | Kathryn Thornton                        | 1952-08-17            |                       | Estados Unidos                                                    | STS-73 1995-10-20 ref STS-61 1993-12-02 ref STS-49 1992-05-07 ref STS-33 1989-11-23 ref |
|        | Thomas Hennen                           | 1952-08-17            |                       | Estados Unidos                                                    | STS-44 1991-11-24 |
|        | Klaus-Dietrich Flade                    | 1952-08-23            |                       | Alemanha                                                          | Soyuz TM-14 1992-03-17 Soyuz TM-13 1991-10-02 |
|        | Lee Morin                               | 1952-09-09            |                       | Estados Unidos                                                    | STS-110 2002-04-08 |
|        | Dumitru Prunariu                        | 1952-09-27            |                       | Roménia República Socialista da Romênia                           | Salyut 6 1977-09-29 Soyuz 40 1981-05-14 |
|        | Michael Clifford                        | 1952-10-13            | 2021-12-28            | Estados Unidos                                                    | STS-53 1992-12-02 ref STS-59 1994-04-09 ref STS-76 1996-03-22 ref |
|        | Valery Tokarev                          | 1952-10-29            |                       | Rússia                                                            | STS-96 1999-05-27 Expedition 12 2005-10-03 ref Soyuz TMA-7 2005-10-01 |
|        | James Wetherbee                         | 1952-11-27            |                       | Estados Unidos                                                    | STS-102 2001-03-08 STS-52 1992-10-22 STS-32 1990-01-09 STS-113 2002-11-24 STS-63 1995-02-03 STS-86 1997-09-26 |
|        | Ronald Sega                             | 1952-12-04            |                       | Estados Unidos                                                    | STS-60 1994-02-03 ref STS-76 1996-03-22 ref |
|        | Valery Korzun                           | 1953-03-05            |                       | Rússia                                                            | Soyuz TM-24 1996-08-17 STS-111 2002-06-05 STS-113 2002-11-24 Expedition 5 2002-06-07 ref |
|        | Ellen Baker                             | 1953-04-27            |                       | Estados Unidos                                                    | STS-34 1989-10-18 STS-71 1995-06-27 STS-50 1992-06-25 |
|        | Nikolai Budarin                         | 1953-04-29            |                       | Rússia                                                            | STS-71 1995-06-27 Soyuz TM-27 1998-01-29 STS-113 2002-11-24 Soyuz TMA-1 2002-10-30 Soyuz TM-21 1995-03-14 Expedition 6 2002-11-23 |
|        | Brian Duffy                             | 1953-06-20            |                       | Estados Unidos                                                    | STS-72 1996-01-11 ref STS-45 1992-03-24 ref STS-92 2000-10-11 ref STS-57 1993-06-21 ref |
|        | Aleksandr Balandin                      | 1953-07-30            |                       | União Soviética Rússia                                            | Soyuz TM-9 1990-02-11 |
|        | Robert Thirsk                           | 1953-08-17            |                       | Canadá                                                            | Soyuz TMA-15 2009-05-27 STS-78 1996-06-20 Expedition 20 2009-05-29 Expedition 21 2009-09-30 |
|        | Pavel Vinogradov                        | 1953-08-31            |                       | Rússia                                                            | Soyuz TM-26 1997-08-05 Soyuz TMA-08M 2013-03-28 Expedition 36 2013-05-13 Expedition 35 2013-03-13 Soyuz TMA-8 2006-03-30 Expedition 13 2006-04-01 |
|        | Gerhard Thiele                          | 1953-09-02            |                       | Alemanha                                                          | STS-99 2000-02-11 |
|        | Michael Baker                           | 1953-10-27            |                       | Estados Unidos                                                    | STS-68 1994-09-30 ref STS-81 1997-01-12 ref STS-52 1992-10-22 ref STS-43 1991-08-02 ref |
|        | Aleksander Poleshchuk                   | 1953-10-30            |                       | União Soviética Rússia                                            | Soyuz TM-16 1993-01-24 |
|        | Jan Davis                               | 1953-11-01            |                       | Estados Unidos                                                    | STS-85 1997-08-07 ref STS-60 1994-02-03 ref STS-47 1992-09-12 ref |
|        | Daniel Barry                            | 1953-12-30            |                       | Estados Unidos                                                    | STS-72 1996-01-11 STS-105 2001-08-10 STS-96 1999-05-27 |
|        | Ulrich Walter                           | 1954-02-09            |                       | Alemanha                                                          | STS-55 1993-04-26 |
|        | Vasili Tsibliyev                        | 1954-02-20            |                       | Rússia                                                            | Soyuz TM-25 1997-02-10 Soyuz TM-17 1993-07-01 |
|        | James Reilly                            | 1954-03-18            |                       | Estados Unidos                                                    | STS-89 1998-01-23 STS-117 2007-06-08 STS-104 2001-07-12 |
|        | Dafydd Williams                         | 1954-05-16            |                       | Canadá                                                            | STS-90 1998-04-17 STS-118 2007-08-08 |
|        | Jeffrey Ashby                           | 1954-06-16            |                       | Estados Unidos                                                    | STS-112 2002-10-07 STS-93 1999-07-23 STS-100 2001-04-19 |
|        | Ilan Ramon                              | 1954-06-20            | 2003-02-01            | Israel                                                            | STS-107 2003-01-16 |
|        | Gregory Carl Johnson                    | 1954-07-30            |                       | Estados Unidos                                                    | STS-125 2009-05-11 |
|        | Umberto Guidoni                         | 1954-08-18            |                       | Itália                                                            | STS-75 1996-02-22 STS-100 2001-04-19 |
|        | Takao Doi                               | 1954-09-18            |                       | Japão                                                             | STS-123 2008-03-11 STS-87 1997-11-19 |
|        | Kevin Chilton                           | 1954-11-03            |                       | Estados Unidos                                                    | STS-59 1994-04-09 ref STS-49 1992-05-07 ref STS-76 1996-03-22 ref |
|        | Steven MacLean                          | 1954-12-14            |                       | Canadá                                                            | STS-115 2006-09-09 STS-52 1992-10-22 |
|        | Jerry Linenger                          | 1955-01-16            |                       | Estados Unidos                                                    | STS-64 1994-09-09 STS-84 1997-05-15 STS-81 1997-01-12 |
|        | Thomas Jones                            | 1955-01-22            |                       | Estados Unidos                                                    | STS-59 1994-04-09 ref STS-68 1994-09-30 ref STS-80 1996-11-19 ref STS-98 2001-02-07 ref |
|        | Piers Sellers                           | 1955-04-11            | 2016-12-23            | Reino Unido Estados Unidos                                        | STS-112 2002-10-07 STS-121 2006-07-04 STS-132 2010-05-14 |
|        | Donald Pettit                           | 1955-04-20            |                       | Estados Unidos                                                    | STS-126 2008-11-15 STS-113 2002-11-24 Soyuz TMA-03M 2011-12-21 Soyuz TMA-1 2002-10-30 Expedition 72 Expedition 30 2011-11-21 Expedition 6 2002-11-23 Soyuz MS-26 2024-09-11 |
|        | Donald Thomas                           | 1955-05-06            |                       | Estados Unidos                                                    | STS-65 1994-07-08 ref STS-83 1997-04-04 ref STS-70 1995-07-13 ref STS-94 1997-07-01 ref |
|        | Pierre Thuot                            | 1955-05-19            |                       | Estados Unidos                                                    | STS-62 1994-03-04 ref STS-49 1992-05-07 ref STS-36 1990-02-28 ref |
|        | Charles Precourt                        | 1955-06-29            |                       | Estados Unidos                                                    | STS-84 1997-05-15 ref STS-71 1995-06-27 ref STS-55 1993-04-26 ref STS-91 1998-06-02 ref |
|        | John Shoffner                           | 1955-07-25            |                       | Estados Unidos                                                    | Axiom Mission 2 2023-05-21 |
|        | Andrew Allen                            | 1955-08-04            |                       | Estados Unidos                                                    | STS-62 1994-03-04 ref STS-75 1996-02-22 ref STS-46 1992-07-31 ref |
|        | Charles Gemar                           | 1955-08-04            |                       | Estados Unidos                                                    | STS-62 1994-03-04 ref STS-38 1990-11-15 ref STS-48 1991-09-12 ref |
|        | Carl Walz                               | 1955-09-06            |                       | Estados Unidos                                                    | STS-65 1994-07-08 ref STS-108 2001-12-05 ref STS-51 1993-09-12 ref STS-111 2002-06-05 STS-79 1996-09-16 ref Expedition 4 2001-12-07 |
|        | Richard Hieb                            | 1955-09-21            |                       | Estados Unidos                                                    | STS-65 1994-07-08 STS-39 1991-04-28 STS-49 1992-05-07 |
|        | Stephen Robinson                        | 1955-10-26            |                       | Estados Unidos                                                    | STS-130 2010-02-08 STS-114 2005-07-26 STS-95 1998-10-29 STS-85 1997-08-07 |
|        | Sergei Avdeyev                          | 1956-01-01            |                       | Rússia União Soviética                                            | Soyuz TM-22 1995-09-03 Soyuz TM-15 1992-07-27 Soyuz TM-29 1999-02-20 Soyuz TM-28 1998-08-13 |
|        | David Low                               | 1956-02-19            | 2008-03-15            | Estados Unidos                                                    | STS-57 1993-06-21 STS-32 1990-01-09 STS-43 1991-08-02 |
|        | Curtis Brown                            | 1956-03-11            |                       | Estados Unidos                                                    | STS-66 1994-11-03 ref STS-77 1996-05-19 ref STS-103 1999-12-20 ref STS-95 1998-10-29 ref STS-85 1997-08-07 ref STS-47 1992-09-12 ref |
|        | Gregory Harbaugh                        | 1956-04-15            |                       | Estados Unidos                                                    | STS-39 1991-04-28 ref STS-71 1995-06-27 ref STS-82 1997-02-11 ref STS-54 1993-01-13 ref |
|        | David Brown                             | 1956-04-16            | 2003-02-01            | Estados Unidos                                                    | STS-107 2003-01-16 |
|        | Paul Lockhart                           | 1956-04-28            |                       | Estados Unidos                                                    | STS-111 2002-06-05 STS-113 2002-11-24 |
|        | Michael Gernhardt                       | 1956-05-04            |                       | Estados Unidos                                                    | STS-83 1997-04-04 STS-69 1995-09-07 STS-104 2001-07-12 STS-94 1997-07-01 |
|        | Alexander Kaleri                        | 1956-05-13            |                       | União Soviética Rússia                                            | Soyuz TM-30 2000-04-04 Soyuz TMA-01M 2010-10-07 Soyuz TM-24 1996-08-17 Soyuz TM-14 1992-03-17 Soyuz TMA-3 2003-10-18 Expedition 26 2010-11-26 Expedition 8 2003-10-20 Expedition 25 2010-09-25 |
|        | Mark Polansky                           | 1956-06-02            |                       | Estados Unidos                                                    | STS-116 2006-12-10 STS-127 2009-07-15 STS-98 2001-02-07 |
|        | Richard Searfoss                        | 1956-06-05            | 2018-09-29            | Estados Unidos                                                    | STS-58 1993-10-18 ref STS-90 1998-04-17 ref STS-76 1996-03-22 ref |
|        | Jay Buckey                              | 1956-06-06            |                       | Estados Unidos                                                    | STS-90 1998-04-17 |
|        | Bernard Harris                          | 1956-06-26            |                       | Estados Unidos                                                    | STS-55 1993-04-26 ref STS-63 1995-02-03 ref |
|        | Sultan bin Salman bin Abdulaziz al-Saud | 1956-06-27            |                       | Arábia Saudita                                                    | STS-51-G 1985-06-17 |
|        | Kent Rominger                           | 1956-08-07            |                       | Estados Unidos                                                    | STS-73 1995-10-20 ref STS-85 1997-08-07 ref STS-100 2001-04-19 ref STS-80 1996-11-19 ref STS-96 1999-05-27 ref |
|        | David Wolf                              | 1956-08-23            |                       | Estados Unidos                                                    | STS-58 1993-10-18 ref STS-89 1998-01-23 STS-112 2002-10-07 ref STS-127 2009-07-15 ref STS-86 1997-09-26 ref |
|        | Anatoli Artsebarsky                     | 1956-09-09            |                       | União Soviética Rússia                                            | Soyuz TM-12 1991-05-18 |
|        | Kevin Kregel                            | 1956-09-16            |                       | Estados Unidos                                                    | STS-99 2000-02-11 ref STS-78 1996-06-20 ref STS-87 1997-11-19 ref STS-70 1995-07-13 ref |
|        | James Halsell Jr.                       | 1956-09-29            |                       | Estados Unidos                                                    | STS-65 1994-07-08 ref STS-83 1997-04-04 ref STS-101 2000-05-19 ref STS-94 1997-07-01 ref STS-74 1995-11-12 ref |
|        | Janice Voss                             | 1956-10-08            | 2012-02-06            | Estados Unidos                                                    | STS-83 1997-04-04 ref STS-57 1993-06-21 ref STS-99 2000-02-11 ref STS-94 1997-07-01 ref STS-63 1995-02-03 ref |
|        | James Newman                            | 1956-10-16            |                       | Estados Unidos                                                    | STS-51 1993-09-12 ref STS-69 1995-09-07 ref STS-109 2002-03-01 ref STS-88 1998-12-04 ref |
|        | Mae Jemison                             | 1956-10-17            |                       | Estados Unidos                                                    | STS-47 1992-09-12 ref |
|        | Kenneth Bowersox                        | 1956-11-14            |                       | Estados Unidos                                                    | STS-73 1995-10-20 ref STS-61 1993-12-02 ref Soyuz TMA-1 2002-10-30 STS-50 1992-06-25 ref STS-82 1997-02-11 ref STS-113 2002-11-24 ref Expedition 6 2002-11-23 ref |
|        | Eileen Collins                          | 1956-11-19            |                       | Estados Unidos                                                    | STS-84 1997-05-15 ref STS-93 1999-07-23 ref STS-114 2005-07-26 ref STS-63 1995-02-03 ref |
|        | Reinhold Ewald                          | 1956-12-18            |                       | Alemanha                                                          | Soyuz TM-25 1997-02-10 Soyuz TM-24 1996-08-17 |
|        | Martin Fettman                          | 1956-12-31            |                       | Estados Unidos                                                    | STS-58 1993-10-18 |
|        | Michael Foale                           | 1957-01-06            |                       | Estados Unidos Reino Unido                                        | STS-84 1997-05-15 ref STS-56 1993-04-08 ref STS-45 1992-03-24 ref STS-103 1999-12-20 ref Soyuz TMA-3 2003-10-18 ref STS-63 1995-02-03 ref STS-86 1997-09-26 Expedition 8 2003-10-20 |
|        | Christer Fuglesang                      | 1957-03-18            |                       | Suécia                                                            | STS-128 2009-08-29 STS-116 2006-12-10 |
|        | Scott Horowitz                          | 1957-03-24            |                       | Estados Unidos                                                    | STS-105 2001-08-10 ref STS-75 1996-02-22 ref STS-101 2000-05-19 ref STS-82 1997-02-11 ref |
|        | Michael Foreman                         | 1957-03-29            |                       | Estados Unidos                                                    | STS-123 2008-03-11 STS-129 2009-11-16 |
|        | Yelena Kondakova                        | 1957-03-30            |                       | União Soviética Rússia                                            | Soyuz TM-20 1994-10-03 STS-84 1997-05-15 |
|        | Patrick Forrester                       | 1957-03-31            |                       | Estados Unidos                                                    | STS-128 2009-08-29 STS-117 2007-06-08 STS-105 2001-08-10 |
|        | Paolo Nespoli                           | 1957-04-06            |                       | Itália                                                            | STS-120 2007-10-23 Soyuz MS-05 2017-07-28 Soyuz TMA-20 2010-12-15 Expedition 53 Expedition 26 2010-11-26 Expedition 27 2011-03-16 Expedition 52 2017-06-02 |
|        | Léopold Eyharts                         | 1957-04-28            |                       | França                                                            | STS-123 2008-03-11 STS-122 2008-02-07 Soyuz TM-27 1998-01-29 Soyuz TM-26 1997-08-05 Expedition 16 2007-10-10 |
|        | Duane Carey                             | 1957-04-30            |                       | Estados Unidos                                                    | STS-109 2002-03-01 |
|        | Dominic Gorie                           | 1957-05-02            |                       | Estados Unidos                                                    | STS-123 2008-03-11 STS-108 2001-12-05 STS-91 1998-06-02 STS-99 2000-02-11 |
|        | Luca Urbani                             | 1957-05-11            |                       | Itália                                                            | STS-78 1996-06-20 |
|        | Claudie Haigneré                        | 1957-05-13            |                       | França                                                            | Soyuz TM-24 1996-08-17 Soyuz TM-23 1996-02-21 Soyuz TM-33 2001-10-21 Soyuz TM-32 2001-04-28 Andromède 2001-10-21 |
|        | William Gregory                         | 1957-05-14            |                       | Estados Unidos                                                    | STS-67 1995-03-02 ref |
|        | Rick Husband                            | 1957-07-12            | 2003-02-01            | Estados Unidos                                                    | STS-107 2003-01-16 STS-96 1999-05-27 |
|        | Daniel Bursch                           | 1957-07-25            |                       | Estados Unidos                                                    | STS-108 2001-12-05 ref STS-51 1993-09-12 ref STS-68 1994-09-30 ref STS-77 1996-05-19 ref STS-111 2002-06-05 Expedition 4 2001-12-07 |
|        | Richard Linnehan                        | 1957-09-19            |                       | Estados Unidos                                                    | STS-123 2008-03-11 STS-90 1998-04-17 STS-109 2002-03-01 STS-78 1996-06-20 |
|        | Greg Linteris                           | 1957-10-04            |                       | Estados Unidos                                                    | STS-83 1997-04-04 STS-94 1997-07-01 |
|        | Yuri Usachev                            | 1957-10-09            |                       | Rússia                                                            | Soyuz TM-18 1994-01-08 Soyuz TM-23 1996-02-21 STS-102 2001-03-08 STS-105 2001-08-10 STS-101 2000-05-19 Expedition 2 2001-03-10 |
|        | Aleksandr Lazutkin                      | 1957-10-30            |                       | Rússia União Soviética                                            | Soyuz TM-25 1997-02-10 |
|        | Michael Fossum                          | 1957-12-19            |                       | Estados Unidos                                                    | STS-121 2006-07-04 STS-124 2008-05-31 Soyuz TMA-02M 2011-06-07 Expedition 28 2011-05-23 Expedition 29 2011-09-16 |
|        | Eytan Stibbe                            | 1958-01-12            |                       | Israel                                                            | Axiom Mission 1 2022-04-08 |
|        | Jeffrey Williams                        | 1958-01-18            |                       | Estados Unidos                                                    | STS-101 2000-05-19 Soyuz TMA-20M 2016-03-18 Soyuz TMA-16 2009-09-30 Expedition 47 2016-03-02 Expedition 48 2016-06-18 Soyuz TMA-8 2006-03-30 Expedition 13 2006-04-01 Expedition 21 2009-09-30 Expedition 22 2009-11-30 |
|        | Joe Edwards                             | 1958-02-03            |                       | Estados Unidos                                                    | STS-89 1998-01-23 |
|        | Susan Helms                             | 1958-02-26            |                       | Estados Unidos                                                    | STS-64 1994-09-09 ref STS-102 2001-03-08 ref STS-105 2001-08-10 ref STS-101 2000-05-19 ref STS-54 1993-01-13 ref STS-78 1996-06-20 ref Expedition 2 2001-03-10 ref |
|        | Ellen Ochoa                             | 1958-05-10            |                       | Estados Unidos                                                    | STS-66 1994-11-03 ref STS-56 1993-04-08 ref STS-110 2002-04-08 ref STS-96 1999-05-27 ref |
|        | Thomas Reiter                           | 1958-05-23            |                       | Alemanha                                                          | Soyuz TM-22 1995-09-03 STS-116 2006-12-10 STS-121 2006-07-04 Expedition 14 2006-09-18 Expedition 13 2006-04-01 |
|        | Miguel López-Alegría                    | 1958-05-30            |                       | Estados Unidos Espanha                                            | STS-73 1995-10-20 STS-92 2000-10-11 Soyuz TMA-9 2006-09-18 STS-113 2002-11-24 Axiom Mission 1 2022-04-08 Axiom Mission 3 2024-01-18 Expedition 14 2006-09-18 |
|        | Gennady Padalka                         | 1958-06-21            |                       | Rússia União Soviética                                            | Soyuz TMA-16M 2015-03-27 Soyuz TMA-14 2009-03-26 Soyuz TM-28 1998-08-13 Soyuz TMA-4 2004-04-19 Soyuz TMA-04M 2012-05-15 Expedition 31 2012-04-27 Expedition 32 2012-07-01 Expedition 43 2015-03-11 Expedition 44 2015-06-11 Expedition 9 2004-04-21 Expedition 19 2009-03-28 Expedition 20 2009-05-29 |
|        | Peter Wisoff                            | 1958-08-16            |                       | Estados Unidos                                                    | STS-92 2000-10-11 ref STS-57 1993-06-21 ref STS-68 1994-09-30 ref STS-81 1997-01-12 ref |
|        | Sergei Treschev                         | 1958-08-18            |                       | Rússia                                                            | STS-111 2002-06-05 STS-113 2002-11-24 Expedition 5 2002-06-07 |
|        | Sergei Krikalev                         | 1958-08-27            |                       | União Soviética Rússia                                            | Soyuz TMA-6 2005-04-15 Soyuz TM-13 1991-10-02 Soyuz TM-12 1991-05-18 STS-88 1998-12-04 STS-102 2001-03-08 Soyuz TM-7 1988-11-26 STS-60 1994-02-03 Soyuz TM-31 2000-10-31 Expedition 1 2000-11-02 ref Expedition 11 2005-04-17 |
|        | John Herrington                         | 1958-09-14            |                       | Estados Unidos                                                    | STS-113 2002-11-24 |
|        | André Kuipers                           | 1958-10-05            |                       | Reino dos Países Baixos                                           | Soyuz TMA-03M 2011-12-21 Soyuz TMA-4 2004-04-19 Soyuz TMA-3 2003-10-18 Expedition 30 2011-11-21 Expedition 31 2012-04-27 |
|        | Brent Jett                              | 1958-10-05            |                       | Estados Unidos                                                    | STS-72 1996-01-11 ref STS-115 2006-09-09 ref STS-97 2000-12-01 ref STS-81 1997-01-12 ref |
|        | John Grunsfeld                          | 1958-10-10            |                       | Estados Unidos                                                    | STS-67 1995-03-02 STS-125 2009-05-11 STS-109 2002-03-01 STS-103 1999-12-20 STS-81 1997-01-12 |
|        | Jean-François Clervoy                   | 1958-11-19            |                       | França                                                            | STS-84 1997-05-15 STS-66 1994-11-03 STS-103 1999-12-20 |
|        | Nancy Currie                            | 1958-12-29            |                       | Estados Unidos                                                    | STS-57 1993-06-21 ref STS-109 2002-03-01 ref STS-88 1998-12-04 ref STS-70 1995-07-13 ref |
|        | Steven Smith                            | 1958-12-30            |                       | Estados Unidos                                                    | STS-68 1994-09-30 STS-103 1999-12-20 STS-82 1997-02-11 STS-110 2002-04-08 |
|        | Abdul Ahad Mohmand                      | 1959                  |                       | Alemanha República Democrática do Afeganistão                     | Soyuz TM-5 1988-06-07 Soyuz TM-6 1988-08-29 |
|        | Fyodor Yurchikhin                       | 1959-01-03            |                       | Rússia                                                            | Soyuz TMA-10 2007-04-07 STS-112 2002-10-07 Soyuz TMA-09M 2013-05-28 Soyuz MS-04 2017-04-20 Soyuz TMA-19 2010-06-15 Expedition 24 2010-06-01 Expedition 37 2013-09-10 Expedition 36 2013-05-13 Expedition 52 2017-06-02 Expedition 51 2017-04-10 Expedition 15 2007-04-07 Expedition 25 2010-09-25 |
|        | Clayton Anderson                        | 1959-02-23            |                       | Estados Unidos                                                    | STS-131 2010-04-05 STS-117 2007-06-08 STS-120 2007-10-23 Expedition 15 2007-04-07 Expedition 16 2007-10-10 |
|        | Michael Bloomfield                      | 1959-03-16            |                       | Estados Unidos                                                    | STS-97 2000-12-01 STS-110 2002-04-08 STS-86 1997-09-26 |
|        | Michael Barratt                         | 1959-04-16            |                       | Estados Unidos                                                    | STS-133 2011-02-24 Soyuz TMA-14 2009-03-26 Expedition 70 SpaceX Crew-8 2024-03-04 Expedition 19 2009-03-28 Expedition 20 2009-05-29 Expedition 71 2024-04-06 |
|        | Maurizio Cheli                          | 1959-05-04            |                       | Itália                                                            | STS-75 1996-02-22 |
|        | Tamara Jernigan                         | 1959-05-07            |                       | Estados Unidos                                                    | STS-67 1995-03-02 ref STS-52 1992-10-22 ref STS-40 1991-06-05 ref STS-80 1996-11-19 ref STS-96 1999-05-27 ref |
|        | Wendy Lawrence                          | 1959-07-02            |                       | Estados Unidos                                                    | STS-91 1998-06-02 STS-67 1995-03-02 STS-114 2005-07-26 STS-86 1997-09-26 |
|        | Janet Kavandi                           | 1959-07-17            |                       | Estados Unidos                                                    | STS-91 1998-06-02 STS-99 2000-02-11 STS-104 2001-07-12 |
|        | Scott Altman                            | 1959-08-15            |                       | Estados Unidos                                                    | STS-106 2000-09-08 STS-90 1998-04-17 STS-125 2009-05-11 STS-109 2002-03-01 |
|        | Kathryn Hire                            | 1959-08-26            |                       | Estados Unidos                                                    | STS-130 2010-02-08 STS-90 1998-04-17 |
|        | Chris Hadfield                          | 1959-08-29            |                       | Canadá                                                            | STS-100 2001-04-19 STS-74 1995-11-12 Expedition 34 2012-11-18 Expedition 35 2013-03-13 Soyuz TMA-07M 2012-12-19 |
|        | Carlos Noriega                          | 1959-10-08            |                       | Peru                                                              | STS-84 1997-05-15 STS-97 2000-12-01 |
|        | Timothy Creamer                         | 1959-11-15            |                       | Estados Unidos                                                    | Soyuz TMA-17 2009-12-20 Expedition 22 2009-11-30 Expedition 23 2010-03-17 |
|        | Michael Anderson                        | 1959-12-25            | 2003-02-01            | Estados Unidos                                                    | STS-107 2003-01-16 STS-89 1998-01-23 |
|        | Peggy Whitson                           | 1960-02-09            |                       | Estados Unidos                                                    | Soyuz TMA-11 2007-10-10 Soyuz MS-03 2016-11-17 Soyuz MS-04 2017-04-20 STS-111 2002-06-05 STS-113 2002-11-24 Expedition 50 2016-10-28 Axiom Mission 2 2023-05-21 Axiom Mission 4 2025-06-25 Expedition 52 2017-06-02 Expedition 51 2017-04-10 Expedition 5 2002-06-07 Expedition 16 2007-10-10 |
|        | Richard Mastracchio                     | 1960-02-11            |                       | Estados Unidos                                                    | STS-131 2010-04-05 STS-106 2000-09-08 STS-118 2007-08-08 Expedition 39 2014-03-10 Expedition 38 2013-11-10 Soyuz TMA-11M 2013-11-07 |
|        | Mikhail Tyurin                          | 1960-03-02            |                       | Rússia                                                            | STS-108 2001-12-05 Soyuz TMA-9 2006-09-18 STS-105 2001-08-10 Expedition 39 2014-03-10 Expedition 38 2013-11-10 Soyuz TMA-11M 2013-11-07 Expedition 3 2001-08-12 Expedition 14 2006-09-18 |
|        | Yuri Shargin                            | 1960-03-20            |                       | Rússia                                                            | Soyuz TMA-5 2004-10-14 Soyuz TMA-4 2004-04-19 |
|        | Mikhail Kornienko                       | 1960-04-15            |                       | Rússia                                                            | Soyuz TMA-16M 2015-03-27 Soyuz TMA-18M 2015-09-02 Soyuz TMA-18 2010-04-02 Expedition 24 2010-06-01 Expedition 43 2015-03-11 Expedition 44 2015-06-11 Expedition 45 2015-09-11 Expedition 46 2015-12-11 Expedition 23 2010-03-17 |
|        | Douglas Wheelock                        | 1960-05-05            |                       | Estados Unidos                                                    | STS-120 2007-10-23 Soyuz TMA-19 2010-06-15 Expedition 24 2010-06-01 Expedition 25 2010-09-25 |
|        | Kevin Ford                              | 1960-07-07            |                       | Estados Unidos                                                    | STS-128 2009-08-29 Soyuz TMA-06M 2012-10-23 Expedition 33 (ISS) 2012-09-16 Expedition 34 2012-11-18 |
|        | Franz Viehböck                          | 1960-08-24            |                       | Áustria                                                           | Soyuz TM-13 1991-10-02 Soyuz TM-12 1991-05-18 Mir 1986-02-19 |
|        | Steven Lindsey                          | 1960-08-24            |                       | Estados Unidos                                                    | STS-121 2006-07-04 STS-133 2011-02-24 STS-95 1998-10-29 STS-104 2001-07-12 STS-87 1997-11-19 |
|        | Lee Archambault                         | 1960-08-25            |                       | Estados Unidos                                                    | STS-119 2009-03-15 STS-117 2007-06-08 |
|        | Leroy Chiao                             | 1960-08-28            |                       | Estados Unidos                                                    | STS-65 1994-07-08 ref STS-72 1996-01-11 ref STS-92 2000-10-11 ref Soyuz TMA-5 2004-10-14 ref Expedition 10 2004-10-16 ref |
|        | Thomas Marshburn                        | 1960-08-29            |                       | Estados Unidos                                                    | STS-127 2009-07-15 Soyuz TMA-07M 2012-12-19 SpaceX Crew-3 2021-11-11 |
|        | James Pawelczyk                         | 1960-09-20            |                       | Estados Unidos Polónia                                            | STS-90 1998-04-17 |
|        | Steven Swanson                          | 1960-12-03            |                       | Estados Unidos                                                    | STS-119 2009-03-15 STS-117 2007-06-08 Soyuz TMA-12M 2014-03-25 Expedition 39 2014-03-10 Expedition 40 2014-05-13 |
|        | Catherine Coleman                       | 1960-12-14            |                       | Estados Unidos                                                    | STS-73 1995-10-20 STS-93 1999-07-23 Soyuz TMA-20 2010-12-15 Expedition 26 2010-11-26 Expedition 27 2011-03-16 |
|        | Krasimir Stojanow                       | 1961-01-24            |                       | Bulgária                                                          | Soyuz TM-5 1988-06-07 |
|        | Daniel Tani                             | 1961-02-01            |                       | Estados Unidos                                                    | STS-122 2008-02-07 STS-108 2001-12-05 STS-120 2007-10-23 Expedition 16 2007-10-10 |
|        | Yuri Onufriyenko                        | 1961-02-06            |                       | Ucrânia Rússia                                                    | STS-108 2001-12-05 Soyuz TM-23 1996-02-21 STS-111 2002-06-05 Expedition 4 2001-12-07 |
|        | Laurel Clark                            | 1961-03-10            | 2003-02-01            | Estados Unidos                                                    | STS-107 2003-01-16 |
|        | Frank De Winne                          | 1961-04-25            |                       | Bélgica                                                           | Soyuz TMA-15 2009-05-27 Soyuz TMA-1 2002-10-30 Soyuz TM-34 2002-04-25 Expedition 20 2009-05-29 Expedition 21 2009-09-30 |
|        | Richard Garriott                        | 1961-07-04            |                       | Estados Unidos Reino Unido                                        | Soyuz TMA-12 2008-04-08 Soyuz TMA-13 2008-10-12 |
|        | Daniel Burbank                          | 1961-07-27            |                       | Estados Unidos                                                    | STS-115 2006-09-09 STS-106 2000-09-08 Soyuz TMA-22 2011-11-14 Expedition 29 2011-09-16 Expedition 30 2011-11-21 |
|        | Scott Parazynski                        | 1961-07-28            |                       | Estados Unidos                                                    | STS-120 2007-10-23 STS-66 1994-11-03 STS-95 1998-10-29 STS-100 2001-04-19 STS-86 1997-09-26 |
|        | Frederick Sturckow                      | 1961-08-11            |                       | Estados Unidos                                                    | STS-128 2009-08-29 STS-88 1998-12-04 STS-117 2007-06-08 STS-105 2001-08-10 Virgin Galactic Unity 21 Virgin Galactic Unity 25 |
|        | Christopher Ferguson                    | 1961-09-01            |                       | Estados Unidos Polónia                                            | STS-115 2006-09-09 STS-135 2011-07-08 STS-126 2008-11-15 |
|        | Pamela Melroy                           | 1961-09-17            |                       | Estados Unidos                                                    | STS-92 2000-10-11 STS-112 2002-10-07 STS-120 2007-10-23 |
|        | Willie McCool                           | 1961-09-23            | 2003-02-01            | Estados Unidos                                                    | STS-107 2003-01-16 |
|        | Susan Still-Kilrain                     | 1961-10-24            |                       | Estados Unidos                                                    | STS-83 1997-04-04 STS-94 1997-07-01 |
|        | Ronald Garan Jr.                        | 1961-10-30            |                       | Estados Unidos                                                    | STS-124 2008-05-31 Soyuz TMA-21 2011-04-04 Expedition 27 2011-03-16 Expedition 28 2011-05-23 |
|        | Charles Hobaugh                         | 1961-11-05            |                       | Estados Unidos                                                    | STS-129 2009-11-16 STS-118 2007-08-08 STS-104 2001-07-12 |
|        | Alan Poindexter                         | 1961-11-05            | 2012-07-01            | Estados Unidos                                                    | STS-122 2008-02-07 STS-131 2010-04-05 |
|        | Yuri Malenchenko                        | 1961-12-22            |                       | União Soviética Rússia                                            | Soyuz TMA-11 2007-10-10 Soyuz TM-19 1994-07-01 STS-106 2000-09-08 Soyuz TMA-19M 2015-12-15 Soyuz TMA-05M 2012-07-15 Expedition 46 2015-12-11 ref Expedition 47 2016-03-02 ref Soyuz TMA-2 2003-04-26 Expedition 33 (ISS) 2012-09-16 ref Expedition 16 2007-10-10 ref Expedition 32 2012-07-01 ref Expedition 7 2003-04-25 ref                                                                                          |
|        | Robert Curbeam                          | 1962-03-05            |                       | Estados Unidos                                                    | STS-116 2006-12-10 STS-85 1997-08-07 STS-98 2001-02-07 |
|        | Kalpana Chawla                          | 1962-03-17            | 2003-02-01            | Índia Estados Unidos                                              | STS-107 2003-01-16 ref STS-87 1997-11-19 ref |
|        | Yuri Gidzenko                           | 1962-03-26            |                       | União Soviética Rússia                                            | Soyuz TM-22 1995-09-03 STS-102 2001-03-08 Soyuz TM-33 2001-10-21 Soyuz TM-31 2000-10-31 Expedition 1 2000-11-02 ref Soyuz TM-34 2002-04-25 |
|        | Sergei Zalyotin                         | 1962-04-21            |                       | Rússia                                                            | Soyuz TM-30 2000-04-04 Soyuz TMA-1 2002-10-30 Soyuz TM-34 2002-04-25 |
|        | Gregory Johnson                         | 1962-05-12            |                       | Estados Unidos                                                    | STS-123 2008-03-11 STS-134 2011-05-16 |
|        | George Zamka                            | 1962-06-29            |                       | Estados Unidos Q739                                               | STS-130 2010-02-08 STS-120 2007-10-23 |
|        | Vladimir Dezhurov                       | 1962-07-30            |                       | Rússia                                                            | STS-108 2001-12-05 STS-71 1995-06-27 STS-105 2001-08-10 Soyuz TM-21 1995-03-14 Expedition 3 2001-08-12 |
|        | Li Qinglong                             | 1962-08               |                       | China                                                             | Shenzhou (spacecraft) |
|        | Gregory Chamitoff                       | 1962-08-06            |                       | Estados Unidos                                                    | STS-124 2008-05-31 STS-126 2008-11-15 STS-134 2011-05-16 Expedition 17 2008-04-08 Expedition 18 2008-10-12 |
|        | José Hernández                          | 1962-08-07            |                       | Estados Unidos                                                    | STS-128 2009-08-29 |
|        | Michael Massimino                       | 1962-08-19            |                       | Estados Unidos                                                    | STS-125 2009-05-11 STS-109 2002-03-01 |
|        | Mary Weber                              | 1962-08-24            |                       | Estados Unidos                                                    | STS-101 2000-05-19 ref STS-70 1995-07-13 ref |
|        | Rex Walheim                             | 1962-10-10            |                       | Estados Unidos                                                    | STS-122 2008-02-07 STS-135 2011-07-08 STS-110 2002-04-08 |
|        | Michael Good                            | 1962-10-13            |                       | Estados Unidos                                                    | STS-125 2009-05-11 STS-132 2010-05-14 |
|        | Benjamin Drew                           | 1962-11-05            |                       | Estados Unidos                                                    | STS-133 2011-02-24 STS-118 2007-08-08 |
|        | Nicole Stott                            | 1962-11-19            |                       | Estados Unidos                                                    | STS-128 2009-08-29 STS-129 2009-11-16 STS-133 2011-02-24 Expedition 20 2009-05-29 Expedition 21 2009-09-30 |
|        | Barry Wilmore                           | 1962-12-29            |                       | Estados Unidos                                                    | STS-129 2009-11-16 ref Soyuz TMA-14M 2014-09-25 ref Expedition 41 2014-09-10 ref Expedition 42 2014-11-10 ref Boeing Crew Flight Test 2024-06-05 ref |
|        | Philippe Perrin                         | 1963-01-06            |                       | França                                                            | STS-111 2002-06-05 |
|        | Heidemarie Stefanyshyn-Piper            | 1963-02-07            |                       | Estados Unidos                                                    | STS-115 2006-09-09 STS-126 2008-11-15 |
|        | Marcos Pontes                           | 1963-03-11            |                       | Brasil                                                            | Missão Centenário Soyuz TMA-7 2005-10-01 Soyuz TMA-8 2006-03-30 ref |
|        | Pedro Duque                             | 1963-03-14            |                       | Espanha                                                           | STS-95 1998-10-29 ref Soyuz TMA-3 2003-10-18 ref Soyuz TMA-2 2003-04-26 ref |
|        | Timothy Kopra                           | 1963-04-09            |                       | Estados Unidos                                                    | STS-128 2009-08-29 STS-127 2009-07-15 Soyuz TMA-19M 2015-12-15 Expedition 46 2015-12-11 Expedition 47 2016-03-02 Expedition 20 2009-05-29 |
|        | Lisa Nowak                              | 1963-05-10            |                       | Estados Unidos                                                    | STS-121 2006-07-04 |
|        | Helen Sharman                           | 1963-05-30            |                       | Reino Unido Turquia                                               | Soyuz TM-12 1991-05-18 Soyuz TM-11 1990-12-02 Mir 1986-02-19 |
|        | Edward Lu                               | 1963-07-01            |                       | Estados Unidos                                                    | STS-106 2000-09-08 STS-84 1997-05-15 Soyuz TMA-2 2003-04-26 Expedition 7 2003-04-25 |
|        | Koichi Wakata                           | 1963-08-01            |                       | Japão                                                             | STS-72 1996-01-11 ref STS-92 2000-10-11 ref STS-119 2009-03-15 ref STS-119 2009-03-15 ref STS-127 2009-07-15 ref STS-127 2009-07-15 ref SpaceX Crew-5 2022-10-05 ref SpaceX Crew-5 2022-10-05 ref Expedition 39 2014-03-10 Expedition 38 2013-11-10 Soyuz TMA-11M 2013-11-07 ref Expedition 18 2008-10-12 Expedition 19 2009-03-28 Expedition 20 2009-05-29                                                            |
|        | Julie Payette                           | 1963-10-20            |                       | Canadá                                                            | STS-127 2009-07-15 STS-96 1999-05-27 |
|        | Richard Arnold                          | 1963-11-26            |                       | Estados Unidos                                                    | STS-119 2009-03-15 Soyuz MS-08 2018-03-21 Expedition 55 Expedition 56 |
|        | Chen Quan                               | 1963-12               |                       | China                                                             | Shenzhou (spacecraft) |
|        | Stephen Bowen                           | 1964-02-13            |                       | Estados Unidos                                                    | STS-126 2008-11-15 STS-133 2011-02-24 STS-132 2010-05-14 SpaceX Crew-6 2023-03-02 |
|        | Leland Melvin                           | 1964-02-15            |                       | Estados Unidos                                                    | STS-122 2008-02-07 STS-129 2009-11-16 |
|        | Mark Kelly                              | 1964-02-21            |                       | Estados Unidos                                                    | STS-108 2001-12-05 STS-121 2006-07-04 STS-124 2008-05-31 STS-134 2011-05-16 |
|        | Scott Kelly                             | 1964-02-21            |                       | Estados Unidos                                                    | Soyuz TMA-01M 2010-10-07 Soyuz TMA-16M 2015-03-27 Soyuz TMA-18M 2015-09-02 STS-118 2007-08-08 STS-103 1999-12-20 Expedition 26 2010-11-26 Expedition 43 2015-03-11 Expedition 44 2015-06-11 Expedition 45 2015-09-11 Expedition 46 2015-12-11 Expedition 25 2010-09-25 |
|        | Satoshi Furukawa                        | 1964-04-04            |                       | Japão                                                             | Soyuz TMA-02M 2011-06-07 SpaceX Crew-7 2023-08-26 |
|        | Andrei Borisenko                        | 1964-04-17            |                       | Rússia                                                            | Soyuz TMA-21 2011-04-04 Soyuz MS-02 2016-10-19 Expedition 27 2011-03-16 Expedition 28 2011-05-23 Expedition 50 2016-10-28 Expedition 49 2016-09-06 |
|        | James Kelly                             | 1964-05-14            |                       | Estados Unidos                                                    | STS-114 2005-07-26 STS-102 2001-03-08 |
|        | Paul Richards                           | 1964-05-20            |                       | Estados Unidos                                                    | STS-102 2001-03-08 |
|        | Ivan Bella                              | 1964-05-21            |                       | Q214 Checoslováquia                                               | Soyuz TM-29 1999-02-20 Soyuz TM-28 1998-08-13 |
|        | Oleg Kononenko                          | 1964-06-21            |                       | Rússia Turquemenistão                                             | Soyuz TMA-12 2008-04-08 Soyuz TMA-17M 2015-07-22 Soyuz MS-11 2018-12-03 Soyuz TMA-03M 2011-12-21 Expedition 70 Expedition 30 2011-11-21 Expedition 31 2012-04-27 Expedition 44 2015-06-11 Expedition 45 2015-09-11 Soyuz MS-24 2023-09-15 Soyuz MS-25 2024-03-23 Expedition 57 2018-10-04 Expedition 58 2018-12-20 Expedition 59 2019-03-15 Expedition 69 2023-03-28 Expedition 71 2024-04-06 Expedition 17 2008-04-08 |
|        | Joan Higginbotham                       | 1964-08-03            |                       | Estados Unidos                                                    | STS-116 2006-12-10 |
|        | Salizhan Sharipov                       | 1964-08-24            |                       | Rússia União Soviética                                            | STS-89 1998-01-23 Soyuz TMA-5 2004-10-14 Expedition 10 2004-10-16 |
|        | Stephen Frick                           | 1964-09-30            |                       | Estados Unidos                                                    | STS-122 2008-02-07 STS-110 2002-04-08 |
|        | Eric Boe                                | 1964-10-01            |                       | Estados Unidos                                                    | STS-126 2008-11-15 STS-133 2011-02-24 |
|        | Nie Haisheng                            | 1964-10-13            |                       | China                                                             | Shenzhou 6 2005-10-12 Shenzhou 10 2013-06-11 Shenzhou 12 2021-06-17 |
|        | Roberto Vittori                         | 1964-10-15            |                       | Itália                                                            | Soyuz TMA-6 2005-04-15 STS-134 2011-05-16 Soyuz TM-33 2001-10-21 Soyuz TMA-5 2004-10-14 Soyuz TM-34 2002-04-25 |
|        | Sandra Magnus                           | 1964-10-30            |                       | Estados Unidos                                                    | STS-112 2002-10-07 STS-135 2011-07-08 STS-119 2009-03-15 STS-126 2008-11-15 Expedition 18 2008-10-12 |
|        | Nicholas Patrick                        | 1964-11-19            |                       | Estados Unidos                                                    | STS-130 2010-02-08 STS-116 2006-12-10 |
|        | Kenneth Ham                             | 1964-12-12            |                       | Estados Unidos                                                    | STS-124 2008-05-31 STS-132 2010-05-14 |
|        | Yuri Lonchakov                          | 1965-03-04            |                       | Rússia                                                            | Soyuz TMA-13 2008-10-12 STS-100 2001-04-19 Soyuz TMA-1 2002-10-30 Soyuz TM-34 2002-04-25 Expedition 18 2008-10-12 |
|        | William Oefelein                        | 1965-03-29            |                       | Estados Unidos                                                    | STS-116 2006-12-10 |
|        | Soichi Noguchi                          | 1965-04-15            |                       | Japão                                                             | Soyuz TMA-17 2009-12-20 STS-114 2005-07-26 SpaceX Crew-1 2020-11-16 Expedition 64 2020-10-21 Expedition 65 2021-04-17 Expedition 22 2009-11-30 Expedition 23 2010-03-17 |
|        | Fei Junlong                             | 1965-05-05            |                       | China                                                             | Shenzhou 6 2005-10-12 Shenzhou 15 2022-11-29 |
|        | Shannon Walker                          | 1965-06-04            |                       | Estados Unidos                                                    | Soyuz TMA-19 2010-06-15 SpaceX Crew-1 2020-11-16 Expedition 24 2010-06-01 Expedition 25 2010-09-25 Expedition 64 2020-10-21 Expedition 65 2021-04-17 |
|        | Stanley Love                            | 1965-06-08            |                       | Estados Unidos                                                    | STS-122 2008-02-07 |
|        | Yang Liwei                              | 1965-06-21            |                       | China                                                             | Shenzhou 5 2003-10-15 |
|        | Scott Tingle                            | 1965-07-19            |                       | Estados Unidos                                                    | Soyuz MS-07 2017-12-17 Expedition 54 Expedition 55 |
|        | Andrew Feustel                          | 1965-08-25            |                       | Estados Unidos                                                    | STS-125 2009-05-11 STS-134 2011-05-16 Soyuz MS-08 2018-03-21 Expedition 55 Expedition 56 |
|        | Sunita Williams                         | 1965-09-19            |                       | Estados Unidos                                                    | STS-117 2007-06-08 STS-116 2006-12-10 ref Soyuz TMA-05M 2012-07-15 Boeing Crew Flight Test 2024-06-05 ref Expedition 33 (ISS) 2012-09-16 Expedition 72 ref Expedition 32 2012-07-01 SpaceX Crew-9 2024-09-28 Expedition 14 2006-09-18 Expedition 15 2007-04-07 |
|        | Robert Satcher                          | 1965-09-22            |                       | Estados Unidos                                                    | STS-129 2009-11-16 |
|        | Oleg Kotov                              | 1965-10-27            |                       | Rússia                                                            | Soyuz TMA-10 2007-04-07 Soyuz TMA-17 2009-12-20 Soyuz TMA-10M 2013-09-25 Expedition 38 2013-11-10 Expedition 37 2013-09-10 Expedition 15 2007-04-07 Expedition 22 2009-11-30 Expedition 23 2010-03-17 |
|        | Sergei Revin                            | 1966-01-12            |                       | Rússia                                                            | Soyuz TMA-04M 2012-05-15 Expedition 31 2012-04-27 Expedition 32 2012-07-01 |
|        | Deng Qingming                           | 1966-03-16            |                       | China                                                             | Shenzhou 15 2022-11-29 |
|        | Zhang Xiaoguang                         | 1966-05               |                       | China                                                             | Shenzhou 10 2013-06-11 ref |
|        | Alexandr Skvortsov                      | 1966-05-06            |                       | Rússia                                                            | Soyuz TMA-12M 2014-03-25 Soyuz MS-13 2019-07-20 Soyuz TMA-18 2010-04-02 Expedition 24 2010-06-01 Expedition 39 2014-03-10 Expedition 40 2014-05-13 Expedition 60 2019-06-24 Expedition 61 2019-10-03 Expedition 23 2010-03-17 |
|        | John Olivas                             | 1966-05-25            |                       | Estados Unidos                                                    | STS-128 2009-08-29 STS-117 2007-06-08 |
|        | Anousheh Ansari                         | 1966-09-12            |                       | Estados Unidos Irão                                               | Soyuz TMA-9 2006-09-18 Soyuz TMA-8 2006-03-30 |
|        | Zhai Zhigang                            | 1966-10-10            |                       | China                                                             | Shenzhou 7 2008-09-25 Shenzhou 13 2021-10-15 |
|        | Douglas Hurley                          | 1966-10-21            |                       | Estados Unidos                                                    | STS-135 2011-07-08 STS-127 2009-07-15 Crew Dragon Demo-2 2020-05-30 |
|        | Jing Haipeng                            | 1966-10-24            |                       | China                                                             | Shenzhou 7 2008-09-25 Shenzhou 9 2012-06-16 Shenzhou 11 2016-10-16 Shenzhou 16 2023-05-30 |
|        | Liu Boming                              | 1966-10-29            |                       | China                                                             | Shenzhou 7 2008-09-25 Shenzhou 12 2021-06-17 |
|        | Mark Vande Hei                          | 1966-11-10            |                       | Estados Unidos                                                    | Soyuz MS-06 2017-09-12 Soyuz MS-18 2021-04-09 Soyuz MS-19 2021-10-05 International Space Station 1998-11-20 |
|        | Michael Fincke                          | 1967-03-14            |                       | Estados Unidos                                                    | STS-134 2011-05-16 Soyuz TMA-13 2008-10-12 Soyuz TMA-4 2004-04-19 SpaceX Crew-11 2025-08-01 |
|        | Joseph Acaba                            | 1967-05-17            |                       | Estados Unidos                                                    | STS-119 2009-03-15 Soyuz MS-06 2017-09-12 Expedition 53 Expedition 54 Soyuz TMA-04M 2012-05-15 Expedition 31 2012-04-27 Expedition 32 2012-07-01 |
|        | Robert Kimbrough                        | 1967-06-04            |                       | Estados Unidos                                                    | STS-126 2008-11-15 ref Soyuz MS-02 2016-10-19 ref Expedition 50 2016-10-28 ref Expedition 49 2016-09-06 ref Expedition 65 2021-04-17 ref SpaceX Crew-2 2021-04-23 ref |
|        | Dominic Antonelli                       | 1967-08-23            |                       | Estados Unidos                                                    | STS-119 2009-03-15 STS-132 2010-05-14 |
|        | Randolph Bresnik                        | 1967-09-11            |                       | Estados Unidos                                                    | STS-129 2009-11-16 Soyuz MS-05 2017-07-28 Expedition 53 Expedition 52 2017-06-02 |
|        | Konstantin Kozeyev                      | 1967-12-01            |                       | União Soviética Rússia                                            | Soyuz TM-33 2001-10-21 Soyuz TM-32 2001-04-28 |
|        | Terry Virts                             | 1967-12-01            |                       | Estados Unidos                                                    | Soyuz TMA-15M 2014-11-23 STS-130 2010-02-08 Expedition 43 2015-03-11 Expedition 42 2014-11-10 |
|        | Garrett Reisman                         | 1968-02-10            |                       | Estados Unidos                                                    | STS-123 2008-03-11 STS-124 2008-05-31 STS-132 2010-05-14 Expedition 16 2007-10-10 Expedition 17 2008-04-08 |
|        | James Dutton                            | 1968-11-20            |                       | Estados Unidos                                                    | STS-131 2010-04-05 |
|        | Akihiko Hoshide                         | 1968-12-28            |                       | Japão                                                             | STS-124 2008-05-31 ref Soyuz TMA-05M 2012-07-15 ref SpaceX Crew-2 2021-04-23 ref |
|        | Michael Hopkins                         | 1968-12-28            |                       | Estados Unidos                                                    | Soyuz TMA-10M 2013-09-25 SpaceX Crew-1 2020-11-16 Expedition 38 2013-11-10 Expedition 37 2013-09-10 Expedition 64 2020-10-21 Expedition 65 2021-04-17 |
|        | Anatoli Ivanishin                       | 1969-01-15            |                       | Rússia                                                            | Soyuz MS-01 2016-07-07 Soyuz MS-16 2020-04-09 Soyuz TMA-22 2011-11-14 Expedition 29 2011-09-16 Expedition 30 2011-11-21 Expedition 48 2016-06-18 Expedition 49 2016-09-06 Expedition 62 2020-02-06 Expedition 63 2020-04-17 |
|        | Liu Wang                                | 1969-03-25            |                       | China                                                             | Shenzhou 9 2012-06-16 |
|        | Dmitri Kondratyev                       | 1969-05-25            |                       | Rússia                                                            | Soyuz TMA-20 2010-12-15 Expedition 26 2010-11-26 Expedition 27 2011-03-16 |
|        | Tracy Caldwell                          | 1969-08-14            |                       | Estados Unidos                                                    | STS-118 2007-08-08 Soyuz TMA-18 2010-04-02 Expedition 70 Expedition 24 2010-06-01 Soyuz MS-25 2024-03-23 Expedition 23 2010-03-17 Expedition 71 2024-04-06 |
|        | Karen Nyberg                            | 1969-10-07            |                       | Estados Unidos                                                    | STS-124 2008-05-31 Soyuz TMA-09M 2013-05-28 Expedition 37 2013-09-10 Expedition 36 2013-05-13 |
|        | Oleg Skripochka                         | 1969-12-24            |                       | União Soviética Rússia                                            | Soyuz TMA-01M 2010-10-07 Soyuz TMA-20M 2016-03-18 Soyuz MS-15 2019-09-25 Expedition 25 2010-09-25 Expedition 26 2010-11-26 Expedition 47 2016-03-02 Expedition 48 2016-06-18 Expedition 61 2019-10-03 Expedition 62 2020-02-06 |
|        | Christopher Cassidy                     | 1970-01-04            |                       | Estados Unidos                                                    | STS-127 2009-07-15 Soyuz TMA-08M 2013-03-28 Soyuz MS-16 2020-04-09 Expedition 36 2013-05-13 Expedition 35 2013-03-13 Expedition 63 2020-04-17 |
|        | David Saint-Jacques                     | 1970-01-06            |                       | Canadá                                                            | Soyuz MS-11 2018-12-03 Expedition 57 2018-10-04 Expedition 58 2018-12-20 Expedition 59 2019-03-15 |
|        | Aleksandr Samokutyayev                  | 1970-03-13            |                       | Rússia                                                            | Soyuz TMA-21 2011-04-04 Soyuz TMA-14M 2014-09-25 Expedition 27 2011-03-16 Expedition 28 2011-05-23 Expedition 41 2014-09-10 Expedition 42 2014-11-10 |
|        | Matthias Maurer                         | 1970-03-18            |                       | Alemanha                                                          | SpaceX Crew-3 2021-11-11 |
|        | Sian Proctor                            | 1970-03-28            |                       | Estados Unidos                                                    | Inspiration4 2021-09-16 |
|        | Robert Behnken                          | 1970-07-28            |                       | Estados Unidos                                                    | STS-123 2008-03-11 STS-130 2010-02-08 Crew Dragon Demo-2 2020-05-30 |
|        | Jeanette J. Epps                        | 1970-11-03            |                       | Estados Unidos                                                    | SpaceX Crew-8 2024-03-04 |
|        | Naoko Yamazaki                          | 1970-12-27            |                       | Japão                                                             | STS-131 2010-04-05 |
|        | Oleg Artemyev                           | 1970-12-28            |                       | Rússia                                                            | Soyuz TMA-12M 2014-03-25 Soyuz MS-08 2018-03-21 Expedition 55 Expedition 56 Expedition 39 2014-03-10 Expedition 40 2014-05-13 Soyuz MS-21 2022-03-18 Expedition 66 2021-10-18 Expedition 67 2022-03-30 |
|        | Roman Romanenko                         | 1971-08-09            |                       | União Soviética Rússia                                            | Soyuz TMA-15 2009-05-27 Expedition 34 2012-11-18 Expedition 35 2013-03-13 Soyuz TMA-07M 2012-12-19 Expedition 20 2009-05-29 Expedition 21 2009-09-30 |
|        | Megan McArthur                          | 1971-08-30            |                       | Estados Unidos                                                    | STS-125 2009-05-11 ref SpaceX Crew-2 2021-04-23 ref Expedition 65 2021-04-17 ref |
|        | Aleksei Ovchinin                        | 1971-09-28            |                       | Rússia                                                            | Soyuz TMA-20M 2016-03-18 Soyuz MS-10 2018-10-11 Soyuz MS-12 2019-03-14 Expedition 72 Expedition 47 2016-03-02 Expedition 48 2016-06-18 Soyuz MS-26 2024-09-11 Expedition 59 2019-03-15 Expedition 60 2019-06-24 |
|        | Oleg Novitskiy                          | 1971-10-12            |                       | União Soviética Rússia                                            | Soyuz MS-03 2016-11-17 Soyuz MS-18 2021-04-09 Soyuz TMA-06M 2012-10-23 Expedition 33 (ISS) 2012-09-16 Expedition 34 2012-11-18 Expedition 50 2016-10-28 Soyuz MS-24 2023-09-15 Soyuz MS-25 2024-03-23 Expedition 51 2017-04-10 Expedition 64 2020-10-21 Expedition 65 2021-04-17 |
|        | Anton Shkaplerov                        | 1972-02-20            |                       | Rússia                                                            | Soyuz TMA-15M 2014-11-23 Soyuz MS-07 2017-12-17 Soyuz TMA-22 2011-11-14 Soyuz MS-19 2021-10-05 |
|        | Timothy Peake                           | 1972-04-07            |                       | Reino Unido                                                       | Soyuz TMA-19M 2015-12-15 Expedition 46 2015-12-11 Expedition 47 2016-03-02 |
|        | Maxim Surayev                           | 1972-05-24            |                       | União Soviética Rússia                                            | Soyuz TMA-13M 2014-05-28 Soyuz TMA-16 2009-09-30 Expedition 40 2014-05-13 Expedition 41 2014-09-10 Expedition 21 2009-09-30 Expedition 22 2009-11-30 |
|        | Sheikh Muszaphar Shukor                 | 1972-07-27            |                       |                                                                   | Soyuz TMA-10 2007-04-07 Soyuz TMA-11 2007-10-10 |
|        | Aidyn Aimbetov                          | 1972-07-27            |                       | Cazaquistão                                                       | Soyuz TMA-16M 2015-03-27 Soyuz TMA-18M 2015-09-02 |
|        | Kjell Lindgren                          | 1973-01-23            |                       | Estados Unidos                                                    | Soyuz TMA-17M 2015-07-22 ref SpaceX Crew-4 2022-04-27 |
|        | Sergei Volkov                           | 1973-04-01            |                       | Rússia                                                            | Soyuz TMA-12 2008-04-08 Soyuz TMA-18M 2015-09-02 Soyuz TMA-02M 2011-06-07 Expedition 28 2011-05-23 Expedition 29 2011-09-16 Expedition 45 2015-09-11 Expedition 46 2015-12-11 Expedition 17 2008-04-08 |
|        | Josh Cassada                            | 1973-07-18            |                       | Estados Unidos                                                    | SpaceX Crew-5 2022-10-05 |
|        | Mark Shuttleworth                       | 1973-09-18            |                       | Q258 Reino Unido                                                  | Soyuz TM-33 2001-10-21 Soyuz TM-34 2002-04-25 |
|        | Jack D. Fischer                         | 1974-01-23            |                       | Estados Unidos                                                    | Soyuz MS-04 2017-04-20 Expedition 52 2017-06-02 Expedition 51 2017-04-10 |
|        | Walter Villadei                         | 1974-04-29            |                       | Itália                                                            | Axiom Mission 3 2024-01-18 |
|        | Sergei Ryzhikov                         | 1974-08-19            |                       | Rússia                                                            | Soyuz MS-02 2016-10-19 Soyuz MS-17 2020-10-14 Expedition 73 Expedition 50 2016-10-28 Soyuz MS-27 2025-04-08 Expedition 49 2016-09-06 Expedition 64 2020-10-21 |
|        | Sergei Ryazansky                        | 1974-11-13            |                       | Rússia União Soviética                                            | Soyuz TMA-10M 2013-09-25 Soyuz MS-05 2017-07-28 Expedition 53 Expedition 38 2013-11-10 Expedition 37 2013-09-10 Expedition 52 2017-06-02 |
|        | Evgeny Tarelkin                         | 1974-12-29            |                       | Rússia                                                            | Soyuz TMA-06M 2012-10-23 Expedition 33 (ISS) 2012-09-16 Expedition 34 2012-11-18 |
|        | Robert Hines                            | 1975-01-11            |                       | Estados Unidos                                                    | SpaceX Crew-4 2022-04-27 |
|        | Francisco Rubio                         | 1975-01-25            |                       | Estados Unidos                                                    | Soyuz MS-22 2022-09-21 Soyuz MS-23 2023-02-24 |
|        | Sergey Prokopyev (cosmonauta)           | 1975-02-22            |                       | Rússia                                                            | Soyuz MS-09 2018-06-06 Soyuz MS-22 2022-09-21 |
|        | Dorothy Metcalf-Lindenburger            | 1975-05-02            |                       | Estados Unidos                                                    | STS-131 2010-04-05 |
|        | Nick Hague                              | 1975-09-24            |                       | Estados Unidos                                                    | Soyuz MS-10 2018-10-11 Soyuz MS-12 2019-03-14 SpaceX Crew-9 2024-09-28 |
|        | Tang Hongbo                             | 1975-10               |                       | China                                                             | Shenzhou 12 2021-06-17 Shenzhou 17 2023-10-26 |
|        | Gregory R. Wiseman                      | 1975-11-11            |                       | Estados Unidos                                                    | Soyuz TMA-13M 2014-05-28 Expedition 40 2014-05-13 Expedition 41 2014-09-10 |
|        | Yusaku Maezawa                          | 1975-11-22            |                       | Japão                                                             | Soyuz MS-20 2021-12-08 ref |
|        | Takuya Onishi                           | 1975-12-22            |                       | Japão                                                             | Soyuz MS-01 2016-07-07 Expedition 73 Expedition 48 2016-06-18 SpaceX Crew-10 2025-03-14 Expedition 49 2016-09-06 |
|        | Andrew R. Morgan                        | 1976-02-05            |                       | Estados Unidos                                                    | Soyuz MS-13 2019-07-20 Soyuz MS-15 2019-09-25 Expedition 60 2019-06-24 Expedition 61 2019-10-03 Expedition 62 2020-02-06 |
|        | Serena M. Auñón-Chancellor              | 1976-04-09            |                       | Estados Unidos                                                    | Soyuz MS-09 2018-06-06 Expedition 56 Expedition 57 2018-10-04 |
|        | Yelena Serova                           | 1976-04-22            |                       | União Soviética Rússia                                            | Soyuz TMA-14M 2014-09-25 Expedition 41 2014-09-10 Expedition 42 2014-11-10 |
|        | Victor J. Glover                        | 1976-04-30            |                       | Estados Unidos                                                    | SpaceX Crew-1 2020-11-16 Expedition 64 2020-10-21 Expedition 65 2021-04-17 |
|        | Cai Xuzhe                               | 1976-05               |                       | China                                                             | Shenzhou 14 2022-06-05 Shenzhou 19 2024-10-29 |
|        | Alexander Gerst                         | 1976-05-03            |                       | Alemanha                                                          | Soyuz TMA-13M 2014-05-28 Soyuz MS-09 2018-06-06 Expedition 56 Expedition 40 2014-05-13 Expedition 41 2014-09-10 Expedition 57 2018-10-04 |
|        | Luca Parmitano                          | 1976-09-27            |                       | Itália                                                            | Soyuz TMA-09M 2013-05-28 Soyuz MS-13 2019-07-20 Expedition 37 2013-09-10 Expedition 36 2013-05-13 Expedition 60 2019-06-24 Expedition 61 2019-10-03 |
|        | Zhang Lu                                | 1976-11               |                       | China                                                             | Shenzhou 15 2022-11-29 |
|        | Andreas Mogensen                        | 1976-11-02            |                       | Reino da Dinamarca                                                | Soyuz TMA-16M 2015-03-27 Soyuz TMA-18M 2015-09-02 SpaceX Crew-7 2023-08-26 |
|        | Norishige Kanai                         | 1976-12-05            |                       | Japão                                                             | Soyuz MS-07 2017-12-17 Expedition 54 Expedition 55 |
|        | Samantha Cristoforetti                  | 1977-04-26            |                       | França Itália                                                     | Soyuz TMA-15M 2014-11-23 SpaceX Crew-4 2022-04-27 |
|        | Raja Chari                              | 1977-06-24            |                       | Estados Unidos                                                    | SpaceX Crew-3 2021-11-11 |
|        | Nicole Mann                             | 1977-06-27            |                       | Estados Unidos                                                    | SpaceX Crew-5 2022-10-05 |
|        | Jessica Meir                            | 1977-07-01            |                       | Estados Unidos Suécia                                             | Soyuz MS-15 2019-09-25 Expedition 61 2019-10-03 Expedition 62 2020-02-06 |
|        | Aleksandr Misurkin                      | 1977-09-23            |                       | Rússia                                                            | Soyuz TMA-08M 2013-03-28 Soyuz MS-06 2017-09-12 Soyuz MS-20 2021-12-08 Expedition 53 Expedition 54 Expedition 36 2013-05-13 Expedition 35 2013-03-13 |
|        | Pyotr Dubrov                            | 1978-01-30            |                       | Rússia                                                            | Soyuz MS-18 2021-04-09 Soyuz MS-19 2021-10-05 International Space Station 1998-11-20 |
|        | Thomas Pesquet                          | 1978-02-27            |                       | França                                                            | Soyuz MS-03 2016-11-17 ref SpaceX Crew-2 2021-04-23 ref |
|        | Yi So-yeon                              | 1978-06-02            |                       | Coreia do Sul                                                     | Soyuz TMA-11 2007-10-10 Soyuz TMA-12 2008-04-08 |
|        | Liu Yang                                | 1978-10-06            |                       | China                                                             | Shenzhou 9 2012-06-16 Shenzhou 14 2022-06-05 |
|        | Kathleen Rubins                         | 1978-10-14            |                       | Estados Unidos                                                    | Soyuz MS-01 2016-07-07 Soyuz MS-17 2020-10-14 Expedition 48 2016-06-18 Expedition 49 2016-09-06 Expedition 63 2020-04-17 Expedition 64 2020-10-21 |
|        | Chen Dong                               | 1978-12-12            |                       | China                                                             | Shenzhou 11 2016-10-16 Shenzhou 14 2022-06-05 |
|        | Christina Koch                          | 1979-01-29            |                       | Estados Unidos                                                    | Soyuz MS-13 2019-07-20 Soyuz MS-12 2019-03-14 Expedition 59 2019-03-15 Expedition 60 2019-06-24 Expedition 61 2019-10-03 |
|        | Anne McClain                            | 1979-06-07            |                       | Estados Unidos                                                    | Soyuz MS-11 2018-12-03 Expedition 73 SpaceX Crew-10 2025-03-14 Expedition 57 2018-10-04 Expedition 58 2018-12-20 Expedition 59 2019-03-15 |
|        | Chistopher Sembroski                    | 1979-08-28            |                       | Estados Unidos                                                    | Inspiration4 2021-09-16 |
|        | Alper Gezeravcı                         | 1979-12-02            |                       | Turquia                                                           | Axiom Mission 3 2024-01-18 |
|        | Wang Yaping                             | 1980-01               |                       | China                                                             | Shenzhou 10 2013-06-11 ref Shenzhou 13 2021-10-15 |
|        | Ye Guangfu                              | 1980-09-01            |                       | China                                                             | Shenzhou 18 2024-04-25 ref Shenzhou 13 2021-10-15 |
|        | Marcus Wandt                            | 1980-09-22            |                       | Suécia Noruega                                                    | Axiom Mission 3 2024-01-18 |
|        | Andrey Fediaev                          | 1981-02-26            |                       | Rússia                                                            | SpaceX Crew-6 2023-03-02 |
|        | Sultan Al Neyadi                        | 1981-05-23            |                       | Emirados Árabes Unidos                                            | SpaceX Crew-6 2023-03-02 |
|        | Matthew Dominick                        | 1981-12-07            |                       | Estados Unidos                                                    | SpaceX Crew-8 2024-03-04 |
|        | Alexandr Grebienkin                     | 1982-07-15            |                       | Rússia                                                            | Expedition 70 SpaceX Crew-8 2024-03-04 Expedition 71 2024-04-06 |
|        | Jared Isaacman                          | 1983-02-11            |                       | Estados Unidos                                                    | Inspiration4 2021-09-16 |
|        | Denis Matveev                           | 1983-04-25            |                       | Rússia                                                            | Soyuz MS-21 2022-03-18 |
|        | Loral O'Hara                            | 1983-05-03            |                       | Estados Unidos                                                    | Soyuz MS-24 2023-09-15 |
|        | Jasmin Moghbeli                         | 1983-06-24            |                       | Estados Unidos Irão                                               | SpaceX Crew-7 2023-08-26 |
|        | Dmitriy Petelin                         | 1983-07-10            |                       | Rússia                                                            | Soyuz MS-22 2022-09-21 Soyuz MS-23 2023-02-24 |
|        | Sergei Kud-Sverchkov                    | 1983-08-23            |                       | União Soviética Rússia                                            | Soyuz MS-17 2020-10-14 Expedition 64 2020-10-21 |
|        | Hazza Al Mansouri                       | 1983-12-13            |                       | Emirados Árabes Unidos                                            | Soyuz MS-15 2019-09-25 ref Soyuz MS-12 2019-03-14 |
|        | Jonny Kim                               | 1984-02-05            |                       | Estados Unidos                                                    | Expedition 73 Soyuz MS-27 2025-04-08 |
|        | Sławosz Uznański                        | 1984-04-12            |                       | Polónia                                                           | Axiom Mission 4 2025-06-25 |
|        | Nikolay Chub                            | 1984-06-10            |                       | Rússia                                                            | Expedition 70 Soyuz MS-24 2023-09-15 Expedition 69 2023-03-28 Expedition 71 2024-04-06 |
|        | Konstantin Borisov                      | 1984-08-14            |                       | Rússia                                                            | Expedition 70 SpaceX Crew-7 2023-08-26 Expedition 69 2023-03-28 |
|        | Anna Kikina                             | 1984-08-27            |                       | Rússia União Soviética                                            | SpaceX Crew-5 2022-10-05 Expedition 68 2022-09-29 |
|        | Sergei Wladimirowitsch Korsakow         | 1984-09-01            |                       | Rússia                                                            | Soyuz MS-21 2022-03-18 Expedition 66 2021-10-18 Expedition 67 2022-03-30 |
|        | Chen Zhongrui                           | 1984-10               |                       | China                                                             | Shenzhou 20 2025-04-24 |
|        | Ivan Vagner                             | 1985-07-10            |                       | Rússia                                                            | Soyuz MS-16 2020-04-09 Soyuz MS-26 2024-09-11 |
|        | Warren Hoburg                           | 1985-09-16            |                       | Estados Unidos                                                    | SpaceX Crew-6 2023-03-02 ref |
|        | Shubhanshu Shukla                       | 1985-10-10            |                       | Índia                                                             | Axiom Mission 4 2025-06-25 |
|        | Yozo Hirano                             | 1985-10-12            |                       | Japão                                                             | Soyuz MS-20 2021-12-08 |
|        | Zhu Yangzhu                             | 1986-09               |                       | China                                                             | Shenzhou 16 2023-05-30 |
|        | Gui Haichao                             | 1986-11               |                       | China                                                             | Shenzhou 16 2023-05-30 |
|        | Li Guangsu                              | 1987-07               |                       | China                                                             | Shenzhou 18 2024-04-25 |
|        | Kayla Barron                            | 1987-09-19            |                       | Estados Unidos                                                    | SpaceX Crew-3 2021-11-11 |
|        | Jessica Watkins                         | 1988-05-14            |                       | Estados Unidos                                                    | SpaceX Crew-4 2022-04-27 |
|        | Rayyanah Barnawi                        | 1988-09               |                       | Arábia Saudita                                                    | Axiom Mission 2 2023-05-21 |
|        | Nichole Ayers                           | 1988-12-13            |                       | Estados Unidos                                                    | Expedition 73 SpaceX Crew-10 2025-03-14 |
|        | Wang Jie                                | 1989-09               |                       | China                                                             | Shenzhou 20 2025-04-24 |
|        | Li Cong                                 | 1989-10               |                       | China                                                             | Shenzhou 18 2024-04-25 |
|        | Wang Haoze                              | 1990-03               |                       | China                                                             | Shenzhou 19 2024-10-29 |
|        | Kirill Peskov                           | 1990-05-01            |                       | Rússia                                                            | Expedition 73 SpaceX Crew-10 2025-03-14 |
|        | Song Lingdong                           | 1990-08               |                       | China                                                             | Shenzhou 19 2024-10-29 |
|        | Tibor Kapu                              | 1991-11-05            |                       | Hungria                                                           | Axiom Mission 4 2025-06-25 |
|        | Hayley Arceneaux                        | 1991-12-04            |                       | Estados Unidos                                                    | Inspiration4 2021-09-16 |
|        | Ali AlQarni                             | 1992-03               |                       | Arábia Saudita                                                    | Axiom Mission 2 2023-05-21 |
|        | Alexey Zubritsky                        | 1992-08-22            |                       | Rússia Ucrânia                                                    | Expedition 73 Soyuz MS-27 2025-04-08 |